# 戦国大戦
『戦国大戦』（せんごくたいせん）は、2010年11月10日に稼働を開始したセガ・インタラクティブ（2015年3月まではセガ）のトレーディングカードアーケードゲームである。日本の戦国時代を舞台としており、織田信長をはじめ戦国時代の武将がカードとして多数登場する。

## バージョン
- 『戦国大戦 - 1560 尾張の風雲児 -』 初期バージョン。Ver.1.0。1560は桶狭間の戦いが起こった1560年を指す。
- 『戦国大戦 - 1570 魔王 上洛す -』 2011年7月21日稼働のバージョン。Ver.1.10。織田信長の上洛は1568年に開始された。浅井・朝倉の連合勢力と本願寺の2勢力が追加。
- 『戦国大戦 - 15XX 五畿七道の雄 -』 2012年2月23日稼働のバージョン。Ver.1.20。明確な時代を示さず、今まで扱われなかった九州や関東の勢力が追加された。北条、毛利、島津の3勢力が追加。
- 『戦国大戦 - 1582 日輪、本能寺より出ずる -』 2012年10月11日稼働のバージョン。Ver.2.0。1582とは本能寺の変が起こった1582年を、日輪とは信長亡き後台頭した豊臣秀吉のことを指す。豊臣・伊達の2勢力、新兵種として軽騎馬・竜騎馬が追加。
- 『戦国大戦 - 1590 葵 関八州に起つ -』 2013年6月20日稼働のバージョン。Ver2.10。1590とは徳川が関東に転封された1590年を、関八州とは関東地方のことを指す。徳川・長宗我部の2勢力が追加。
- 『戦国大戦 - 1477 破府、六十六州の欠片へ -』 2014年2月20日稼働のバージョン。Ver2.20。1477とは応仁の乱が終結した1477年を指す。勢力の追加はないが、舞台がいわゆる「戦国元年」まで遡り、他家が京の都を境にして他家東と他家西に分割。
- 『戦国大戦 - 1600 関ヶ原 序の布石、葵打つ -』 2014年9月25日稼働のバージョン。Ver3.0。1600とは関ヶ原の戦いが起こった1600年を指す。真田家が追加。新レアリティとしてSSRが追加。
- 『戦国大戦 - 1615 大坂燃ゆ、世は夢の如く -』 2015年6月18日稼働のバージョン。Ver3.1。1615とは大坂夏の陣が起きた1615年を指し、戦国時代の終焉を意味する。新兵種として砲兵が追加。
- 『戦国大戦 1477-1615 日ノ本 一統への軍記』 2016年1月21日稼働のバージョン[2]。Ver3.2。このバージョンをもって最終バージョンとなる[3]。

## 概要
『三国志大戦』のゲームシステムを基盤にしたリアルタイムカード対戦ゲーム。ALL.Net対応で、全国のプレイヤーと対戦できる。
2017年3月1日の4:00を以ってネットワークサービスが終了した。ネットワークサービス終了後は、全国対戦以外のモードがオフラインでプレイ可能。オフライン化後は、主君データの使用が不可となりゲストプレイとなるが、「Aime」（アイミー）は引き続き必要となる。本作でプレイしていた「Aimeカード」で『三国志大戦』（二代目）をプレイした場合、特別特典として「戦国勢」の称号が与えられる。
筐体の修理サポート自体も、2018年2月28日を以って終了した。ネットワークサービス終了の理由の一つに、フラットリーダーなどのタッチセンサー部の老朽化を挙げていたという。

### ICカード
セガの新カードサービス「Aime」対応ゲーム第1弾で、共通デザインの「Aimeカード」を使用してゲームデータを保存する。Aime自体がFeliCaを使用しているため、Aimeカードの他に、『セガネットワーク対戦麻雀MJ4Evolution』のMJメンバーズカードや『初音ミク Project DIVA Arcade』のアクセスカード、そしておサイフケータイもカードとして使用できる。

また2011年11月1日よりバンダイナムコゲームス（現：バンダイナムコエンターテインメント）の共通ICカード「バナパスポートカード」との相互利用も可能になった。

タッチリーダーにはLEDが搭載されており、読み取り時にのみ赤、青、白のいずれか三色が点灯、点滅する。

待機中は0.5秒間隔で白点滅、読み取り中は一旦消灯、完了時は2秒青点灯、エラー発生時は0.25秒間隔で赤点滅となる。

## ゲーム内容
詳細は公式サイト参照。

### 基本ルール
1人対1人の対戦型ゲームである。指定された最大コストに応じて武将カードを登録して軍を構成し、敵軍との戦闘を行う。盤面のカードを動かすことで画面内の部隊も移動し、敵と接触すると自動的に交戦状態（弓足軽の場合は静止状態で敵ユニットが射程内に入ると射撃開始）となる。
敵ユニットを撃破しても直接勝敗には結びつかず、「敵の妨害がない状態で、テーブル奥側にある敵城エリアに武将カードを一定時間置く」もしくは「普請機能の一つである「大筒」を普請し、一定時間経過することにより発射させる」ことで、敵城の耐久力（城ゲージ）を削り合い、最終的にゲージ残量の多かった側が勝者となる。すべてのモードで制限時間が設けられており、時間内に城ゲージをゼロにすれば落城勝利（敗北）となる。また、互いの城ゲージが全く同量で「時間切れ。」になった場合は「引き分け」となる。
対人戦の他にも、戦国時代の遍歴に沿って対COM戦を行い話を進めていく「群雄伝」モード、カード操作を学ぶ「初心の章」モードも全国対人戦と同じようなルールでプレイできる。
また、時々特殊なルール下(10コスト以上での編成、士気の上昇速度が速い等)で行われる「大戦国」モードも開催されており、プレイヤーは自由に参加できる。その際、上位入賞者に対して特別称号が授与されるイベントなども随時行われている。

### 武将カード
プレイヤーが操作するカード。カード毎に0.5刻みで1～4のコストが指定されており、規定コストの枠内であれば自由にデッキを編成できる（最大枚数は8枚。規定コストを使い切らずに、1枚だけやコスト不足で編成することも可能）。
武将カードには3すくみ状態にある基本3兵種（騎馬隊・槍足軽・鉄砲隊）と、弓足軽・足軽と、Ver.2.0で追加された軽騎馬隊と竜騎馬隊の計5兵種があり、それぞれ移動速度や城攻撃力などに差がある。また、カードごとに、勢力、武将コスト（1～4）、直接戦闘力である武力、計略時間や乱戦での弾かれにくさ等に影響する統率、そして「計略」が1つずつ設定されている。さらにカードによっては、戦闘を有利に進められる「特技」が存在する。
基本的に高武力や高威力計略、あるいは特殊計略や特殊能力を有するカード程コストが高く、レアリティも高い。ただし、C・UCのみで構成されたデッキを得意とするプレイヤーも多く、編成カードのレア度の高さと勝率の相関は高くない。勝敗を左右するのは、デッキの趣旨及びその内容と、プレイヤーの熟練度（地形や敵の陣容に合わせた効果的な布陣、様々な戦況への冷静な対応、等）である。

### カードについて
カードは武将名のほか、SSR（セガスーパーレア(仮)）、SR（スーパーレア）、R（レア）、UC（アンコモン）、C（コモン）というカードの希少性（レアリティ）で分かれている。カードによっては同じ武将ながらレアリティの異なるカードもあり、それら名前（統一名称）の被るカードは同時に登録出来ない。（例；SR今川義元とSS今川義元、SR羽柴秀吉とSS木下籐吉郎等。なお、同一人物説が存在する明智光秀と南光坊天海は同時に登録できる。）
また、特殊なレアリティとしてSS（戦国数奇・せんごくすき）、EX（エクストラ）が存在する。SSは主にセンゴク、エグザムライ戦国、といった戦国漫画を出典とするカードや、ゆでたまご、北見けんいちといった有名漫画家のキャラクターを元にしたイラストが描かれたカードが用意されている。三国志大戦における三国志漫画を原典としたLE（レジェンド）と似通った存在だが、三国志大戦のそれが同名武将カードのコンパチ扱いであるのに対して、SSには独自の能力が設定されているものが多い。また、Ver.2.10現在、古田織部のようなSSのみに登場する武将、漫画『信長の忍び』出典の千鳥のような架空キャラクター、『まおゆう魔王勇者』・『ココロコネクト』・『犬とハサミは使いよう』・『四百二十連敗ガール』・『健全ロボ ダイミダラー』・『コミックビーム』の編集長とそのアミーゴ等KADOKAWA(旧エンターブレイン)のコラボレーションの一環として作中の登場人物が戦国武将のイメージとして登場するカードも存在する。pixivにて開催されたイラストコンテスト受賞作についてはSSのレアリティに属するが、カードの装丁がRと酷似しており外枠が黒色を基調としていることから"BSS"という形で呼ばれている。SS、BSSはバージョンごとの限定排出で、現在では前バージョンのSSカードを筺体から入手することはできないが、電影武将としてデジタルカードでの入手は可能。
EXは戦国大戦関連の書籍、DVD等関連商品に付随してくるカードで、多くは既存のカードから性能やイラストが変更されている。いわゆる限定カードではあるが飛び抜けた強さを誇るわけではなく、元となったカードと同等程度の性能になっている。(戦国BASARAの)真田幸村のように、EXカード限定の武将も存在する。カードの装丁は通常排出カードのRに準拠するが、一部SSやUCと同様のものもある。
SSRはVer3.0より追加され最上位となるレアリティで、バージョンで追加されたカードからほんの僅かな枚数に限り用意されている。枠を外しイラストが拡大され専用の装丁が施される。SSR専用の武将は存在しない。出陣・計略・落城の台詞が異なる事と家宝・部隊位置・初期普請配置選択・カットイン上で専用の装丁とちょっとした演出が表示される以外は元となったカードとスペック計略共変わりは無い。こちらもSS/BSS同様バージョンごとの限定排出である。

### 計略・奥義
プレイヤーはカードの操作のほか、筺体のボタンを使って計略と奥義を使うことができる。共に様々な効果が用意されており、自軍の能力・兵力上昇、敵軍の能力・兵力低下、ステータス異常などをもたらす。
「計略」は登録した各武将に設定されたものを使用することができ、使用時に「士気」を消費する。士気は時間の経過とともに蓄積するので、計画的に使用しないとすぐ枯渇するようになっている。計略によって消費する士気の量はばらつきがあり、一般的に消費量が大きいものほどもたらす効果が大きい。ただし、使用できる計略は生存している武将のもののみで、また基本的には戦場に出ないと使用できない。
他家西UC波多野秀治の計略「気迫の采配」等のように特定の特技を持つ武将がいると効果が上がる計略や、武田家R甘利虎泰の計略「吽形の疾駆」等のように特定の技能を持つ武将がいると全く別の効果に変わる計略も存在する。
「奥義」は戦場に持ち込んだ「家宝」に設定されたものを使用できる。奥義はプレイヤーの任意のタイミングで1試合に1度のみ発動可能で、計略とは異なり士気を消費しない。武力を上昇させる・味方部隊を復活させるなどの効果があり、使い方によっては戦況を大きく左右させる。
計略は主に武将カードの統率値、奥義は家宝の性能レベルが高いほど大きく、あるいは長く作用する。

### 家宝
戦闘終了後に必ず1個以上の宝箱が手に入り、プレイ終了時にそれが開かれる。この際に時折家宝が入っており、入手した家宝は戦場に持ち込んで装備、または奥義として使用できる。なお、初回プレイ時には必ず茶入を支給されている。
家宝の種類には茶入・軍配・刀・兜・軍馬・兵書・楽器・鎧の8種類があり、またそれぞれの種別ごとにレアリティの異なる数種類の家宝が存在している。奥義の内容は所有する家宝によって設定されており、手持ちに応じて戦闘開始前に使う家宝を選択できる。
家宝には奥義のほか、装備効果が備わっており、戦場で選択した武将に装備させることによって、その能力を上積みできる。装備効果は奥義を使うと消滅する。
レアリティは枠に使用されている素材を元に決められており、木、銀、金、白金と右に行くほど高くなる。白金枠家宝については宝箱からの入手ではなく、金家宝6種の合成によってのみ入手できる。
家宝の中には城塞効果という機能が付与しているものがあり、味方の復活時間が減る、自城前に柵が出現するなど、奥義を使うまで自軍に有利な効果が得られる。
戦国屋で購入できる家宝は必ず城塞効果が付与されており、城塞効果付き家宝のみを合成することによって次のレアリティの家宝に城塞効果が付くようになる。

### 勢力
武将カードにはそれぞれの勢力が設定されており、Ver.3.0時点では織田家・武田家・上杉家・今川家・浅井朝倉家・本願寺・北条家・毛利家・島津家・豊臣家・伊達家・徳川家・長宗我部家・真田家・他家(東/西)の15勢力が存在する。カードは勢力を示すために色と所属勢力を示す家紋が付けられているが、他家に限り複数の勢力を一緒くたにまとめたため家紋ではなく「他」の文字が記されている。
それぞれの勢力は所属する武将カードの性質に影響しているものが多く、例えば武田家では騎馬隊・槍足軽が充実している一方で鉄砲隊が極端に少ない、本願寺では足軽と鉄砲隊以外の兵種が存在しない、今川家は武力が控えめだが計略の効果時間が長い、浅井・朝倉は罠と妨害計略に加えかかっている計略を打ち消すことで更に強化する等癖の強い計略が多いなどの全体的な特徴づけがなされている。
計略の発動に必要な士気の蓄積上限は最大で12だが、多数の勢力でデッキを編成するほど少なくなる（単一勢力：12、二勢力：10、三勢力：8、四勢力以上：7、他家東＋他家西＋別勢力（合計三勢力以下）：最大士気＋1のボーナス）。この制約の為、編成勢力の数次第では一部の計略が発動出来なくなる（例：武田家SR武田信玄の「風林火山」は必要士気：9の為、2勢力以下での編成が発動条件だが、効果は武田軍のみに限定される）、一方で複数勢力で編成することが前提の計略も存在する。
現時点で士気上限を増やしたり下げたりする計略は存在するが奥義は存在せず、基本的には戦術の選択肢を広げる（計略のコンボなど）という意味で、デッキに含まれる勢力はより少ない（出来れば単一勢力の）方が望ましい。

### 特技
武将カードには、カードによっては自動的に効果を発生する「特技」（特殊能力）を持つものがある。現在は以下の19種類が存在する。なお、特定の特技を持った武将に対しては効果が上がる計略も存在する。
魅力
開戦時、士気が0.5溜まった状態で開始する。所持している武将が複数いる場合は、その数に応じて増加する。女性のカードには必ずこの特技を持っている。
防柵
武将を配置する際、特技を持つ武将の前に固定式の柵が設置され、鉄砲の射撃ダメージを防ぎつつ敵部隊の侵入も妨げるが、貫通効果が付与された鉄砲を防ぐことはできない。ただし、敵部隊が鉄砲隊・槍足軽・弓足軽・足軽は4回、騎馬隊・軽騎馬隊・竜騎馬隊は8回接触するか、鉄砲隊の射撃を25発受けると破壊される。又、乱戦中に柵に接触してもカウントされない。破壊された柵は北条家C石巻康敬、他家C結城晴朝の計略「防柵再建」、豊臣家C前野長康の計略「日輪の再建術」、徳川家UC満天姫の計略「翠煌の再建術」などで再建できる。弓矢は放物線を描く軌道のため防ぐことはできない。
伏兵
開戦時に自陣（自城内を除く）に配置すると有効となる。伏兵状態では移動速度が極端に遅くなるが相手側からは見えなくなる。隠れている間は焙烙攻撃や弓攻撃を受けず、鉄砲のロックオンの標的にもならない。敵将が触れると双方の統率の差によりダメージを与えた後（敵将との統率力の差によってはほぼノーダメージや一撃必殺の場合もある）、伏兵状態が解除される。また、敵将と接触することなく敵城に取り付いた時点でも解除される。この他、「計略を使用する」「毒以外のダメージ計略を受ける」「計略効果により撤退する」「自城に入る」「敵城の攻城ゾーンに入る」「敵の設置した防柵に接触する」ことにより解除される。
気合
三国志大戦での募兵に相当する。受けたダメージのうち一定割合（およそ1/3兵力ゲージの赤色部分）がダメージを受けていない間徐々に回復する。ただし、ダメージ計略で受けたダメージは赤ゲージとして反映されない。R武田信豊の計略「後典厩の采配」などのように気合効果を付与したり、強化できたりする計略も存在する。
忍
三国志大戦での隠密戦法を使った状態に相当する。敵武将に接近されるか、敵陣の中央ラインに入るまでは敵から姿が見えなくなる。隠れている間は敵の鉄砲によるロックオンの標的にならず、弓攻撃も受けない。北条家R崎姫の計略「隠密戦法」、島津家SR島津家久の計略「釣り野伏」などのように忍効果を付与する計略や、宴遠藤直経の計略「忍法斬影剣」のように忍効果の強化、宴長尾景春の計略「一天四海」のように前述の二つの効果を含んだ計略も存在する。Ver3.1現在、島津家、伊達家、長宗我部家の武将は誰一人この技能を所持していない。
攻城
虎口攻めの際に効果を発揮する。内容は「虎口攻め」の項目を参照。Ver3.1現在、北条家の武将は誰一人この技能を所持していない。
制圧
普請機能の一つ「大筒」を占領中に制圧持ちの武将がその上にいると、カウントダウン速度が上昇する。制圧持ちの武将の武将コストが高いほど速度が速い。効果中にはカウント表示が変化する。Ver.1.11Dまでは重複しても主立った効果はなかったが、1.20Aより大筒に配置された制圧持ち武将の合計コスト数により発射までのカウントダウンが加速するようになった。宴SR興雲院の計略「お鍋の助け」などのように制圧効果を付与したり、強化できたりする計略も存在する。
狙撃
鉄砲隊のみが持つ特技。Ver3.1の時点では雑賀衆の武将全員と兵種が鉄砲の明智光秀、他家西SS東郷重信がこの技能を持っている。ロックオン時のマーカーの色が白→黄から更に赤へと変化し、赤色の状態で発射すると威力が向上する。さらに、通常ではノックバックしない突撃準備状態の騎馬隊も弾き飛ばせる（突撃中は不可）。ただし、この特技を持つ鉄砲隊は通常の鉄砲隊より弾数の回復速度が遅い。宴滝川一益の計略「月下の魔弾」などのように狙撃効果を付与する計略や、本願寺R鈴木重意の計略「必滅弾道」などのように狙撃効果を強化できたりする計略も存在する。
盾槍
北条家の槍足軽、他家西SS白井局が持つ特技。槍の穂先より少し後ろに盾が配置され、鉄砲によるダメージと狙撃の追加効果であるノックバックを軽減する。乱戦中、計略で貫通効果を持った鉄砲、ある一定角度以降からの射撃に対してに対しては無効化される。北条家C南陽院の計略「堅固の采配」などのように盾槍技能を付与したり、強化できたりする計略も存在する。
焙烙
毛利家の騎馬隊以外の武将および他家東UC正木時忠と豊臣家BSS・UC九鬼嘉隆、真田家R根津甚八が持つ特技。タッチアクションで焙烙玉を投げつける。落下地点は円で表示され、基礎ダメージに加え統率差、着弾地点からの距離で追加ダメージが決定する。
車撃
島津家の鉄砲隊のみが持つ特技。射撃しながら移動することができる。ただし、車撃中に攻城ゾーンに入ると射撃が中断される。Ver.1.20Bまでは島津大戦と皮肉られるほど猛威を奮ったため、Ver.1.20Cからは射撃中の移動速度は通常時よりかなり遅くなるように調整された。2.10Aより初期の速度に戻されたが、鉄砲発射数は4発に調整された。宴雑賀孫市の計略「銃舞の極み」などのように車撃効果を付与する計略も存在する。
豊国
豊臣家の武将のみが持つ特技。兵力が一定以下になると兵力ゲージの右側に「豊」のアイコンが出現し、タッチアクションを行うことで以下の効果が付与される。兵力を徐々に回復、移動速度上昇、乱戦中に発動した際に限り乱戦力上昇、攻城力上昇。当初は回復のみとアナウンスされていたが、ランカーからの指摘などで回復以外の効果があると判明し、戦国大戦界生祭 第十四陣にて他の効果があったことを正式に認めた。豊臣家R木下藤吉郎の計略「豊国の采配」などのように豊国の回復効果を強化できたりする計略も存在する。
一領
長宗我部家の大部分の武将のみが持つ特技。Ver3.1で追加された武将の大半は所持していない。一領具足を再現したもので「民兵（民）」と「戦兵（戦）」二つのモード用意されており、カードに記載されているスペックは「民」モード時のものを示している。開戦時は「民」モードで始める。「民」は他勢力のカードの各コスト帯に対しても総じて低く設定されているが再起までの時間が24秒になる。国領計略と呼ばれる長宗我部家専用の計略を発動することで「戦」モードとなり武力+2/統率+3されるが、デメリットとして再起までの時間が38秒になる。「戦」モードの武将に国領計略を掛けることで「民」に戻すことができる。「民」「戦」でそれぞれ異なる効果を持つ計略も存在し、R長宗我部国親の計略「土佐の礎」では「民」が兵力回復効果のある設置陣形、「武」が武力上昇効果のある設置陣形である。
新星
2.20以降に排出されているカード以降に付与される特技。画面上では武将名の右にレベルが表示される。戦場に出続けている間はゲージが上昇し、敵陣に居続ける時間が長ければで上昇速度も上がる。レベルが2に上昇すると武力統率が各+1され、最高レベルの3では更に武力統率+1が加算される。当該技能を持つ武将の計略は一部を除いて新星計略として扱われ、レベル3で計略発動時の表記が超新星となり計略に様々な追加効果が付与され、カードに記載されているスペックは各コスト帯に対しても総じて低く設定されている。宴SR江姫の計略「大将軍の花嫁」のように新星ゲージ上昇速度を上げる計略も存在する。Ver3.0現在、島津家、伊達家、真田家の武将は誰一人この特技を持っていない。
猛襲
内容は伏兵とほぼ同じだが、接触ダメージは双方の武力の差で上下する。移動速度は伏兵と比べると若干高い。Ver3.1現在、北条家、真田家の武将は誰一人この特技を持っていない。
疾駆
この特技を持っていない同兵種帯と比べると移動速度が若干速い。又、押し合いの際、移動速度の減少量が緩和される。
軍備
武将コストに応じて最大兵力が上がり、突撃や赤マーカー射撃、攻城反射や防柵接触などのノックバック、敵の計略の吹き飛ばしによる距離が短くなる。Ver3.1現在、本願寺の武将は誰一人この特技を持っていない。
寡烈
真田家の中でも真田一族のみが持つ特技だが、分家筋に当たるC矢沢頼康、忍技能を持つEX恭雲院、幸村と側室の子であるUC阿梅とC三好幸信、幸村の側室であるSR隆精院は所持していない。武家を問わず戦場に出ている味方武将の数が少なければ少ないほど武力が上がり、戦場の味方武将が3人で+1、2人で+2、1人で上限の+3まで上昇する。なお、猛襲・伏兵・忍技能で隠れている場合も戦場に存在しないと判定される。攻城ゲージが上昇中に乱戦などの妨害を受けてもゲージの上昇は速度が大幅に遅くなるが止まらなくなる。
忠誠
豊臣家武断派でSR黒田如水以外全員が所持する特技。カードに記載されているスペックは各コスト帯に対して総じて高く設定されている。画面上では武将名の右に瓢箪型の忠誠ゲージが表示され、時間の経過と共にゲージが減少する。忠誠ゲージがなくなると武力統率-2のペナルティを受け、瓢箪が倒れる。回復する手段としては何らかの形で攻城ダメージを与える、豊臣家文治派の計略を受ける、文治派武断派徳川家の一部武将が持つ計略で一定の条件を満たす等の対応が必要となる。
戦旗
Ver3.1の徳川家の武将のみが持つ特技。タッチアクションでフィールド上に戦旗を配置し、専用のゲージを溜めることができるが敵が戦旗上に立つと一定時間後に破壊される。計略は戦旗ゲージを参照するものと消費するものの二つに分けられ、後者の計略は各自に定められたゲージ数未満では計略を使用できない。
肉
気合の上位版。常時兵力が回復し続ける。Ver.3.0現在、電影武将として入手可能なSS織田信長だけが所持する固有特技である。SS木下秀吉と武田家R真田信綱は計略で肉相当の効果を得ることができる。

### 虎口攻め （こぐちぜめ）
自軍・敵軍それぞれに、城ゲージの下に虎口ゲージが表示されている。虎口ゲージはVer1.11Dまでは両者とも時間の経過、および城ゲージを削られるたびに上昇していたが、Ver.1.20Aより城ゲージを削られ、負けている方が速度が加速し、勝っている方はゲージが上昇しない仕様となった。これが満タンになると、「城門を攻めろ！（自陣の場合は城門を守れ！）」の表示とともに門が開き、そこに武将が進入すると即時虎口攻めが開始される。
攻め手は攻撃先（以下の2つ、もしくは3つ）と威力、守り手は防御先を決定し、結果によって城ゲージが減少する。効果は以下の通り。
虎口攻めの威力と効果

| ―        | 兵糧庫攻め     | 内門攻め | 本丸攻め |
| -------- | -------------- | -------- | -------- |
| リール数 | 2              | 3        | 5        |
| 付帯効果 | 城ダメージ増加 | なし     | なし     |

通常は兵糧庫攻めと内門攻めの2択になるが、特技「攻城」をもつ武将が虎口攻めを行うと本丸攻めが追加され、選択肢が広がる。
攻撃側が防御側の守った箇所以外を攻めれば虎口攻め成功となり、リール内に表示された刀の本数分の攻城ダメージ＋付帯効果が与えられる。失敗時はダメージを与えることができない。Ver1.20Eまではリール一個（兵糧庫なら右、内門・本丸は真ん中）の本数分だけの攻城ダメージが与えられていた。
なお、一本当たりのダメージは基本2.0％(騎馬隊のみ1.0％）。リール1個あたりの刀の本数は1本から5本(兵糧庫攻めのみ4本が上限)の間でランダムに決定される。
この他にも城ゲージに関する計略の効果として以下が存在する。
城攻撃力を上げる
- 上杉家UC荒川長実他の「突貫の構え」、北条家R北条氏康の「獅子の牙城」、長宗我部家SR長宗我部元親の「鬼若子の采配」等

城攻撃力を下げる
- 浅井朝倉家SR朝倉義景の「一乗谷の栄華」、北条家R成田長親の「忍の浮き城」、上杉伝第2章に登場する北条氏康の「獅子の牙城」

舞踊計略の効果として
- 一定の城ゲージを削る：武田家R諏訪姫の「傾城舞踊」、他家西SS阿国の「おなら体操」
- 兵力と引き替えに一定の城ゲージを回復する：北条家UC瑞渓院の「金城舞踊」
- 「一領」の状態「戦兵」の数に応じて長宗我部家に属する武将の城攻撃力を上げる：長宗我部家SR本山夫人の「田楽舞踊」

城ゲージを失うもの
- 撃破で敵城ゲージを削る、撤退で自軍城ゲージを失うの両方の効果を持つ：他家西SR竜造寺隆信の「野獣の采配」、R成松信勝の「巨獣の構え」、UC百武賢兼とUC木下昌直の「野獣の構え」、UC慶誾尼の「金狐の構え」、BSS慶誾尼の「妖狐の熱情」、 徳川家SS徳川家康(アカギ)の「逢魔が時」の蒼煌属性
- 撃破で敵城ゲージのみ削る：徳川家SS長谷川正長の「鬼の正長」、他家西R奈多夫人の「二丁鎖鋸」
- 展開した陣形内に敵軍が入ると自軍城ゲージが削られる：他家R尼子晴久の「八方破の陣」
- 計略をかけられた敵軍が城に戻ると敵軍城ゲージを削る：毛利家SR妙玖の「翻意の術」
- 城ゲージを修羅ゲージに変換、消費する：上杉家の「修羅」「羅刹」計略
- 自軍の城ゲージを失う：真田家の「真田丸」計略を発動後に設置した真田丸が敵軍に制圧される、真田家SR真田幸村(Ver3.2)の「紅蓮の雄姿」発動

兵種アクションで城ダメージを与える
- 槍撃：徳川家R結城秀康の「名槍・御手杵」
- 突撃：徳川家R榊原康政の「無の御旗」、他家東SS前田慶次の「雲のかなたに」
- 弓射：徳川家R徳川秀忠の「矢雨の采配」、豊臣家宴R初芽の「忍法月影矢」、徳川家BSS酒井忠次の「奥義海老すくい」、島津家R島津義久の「共宴・大将の君徳」の共宴対象となる兵種が弓足軽の時
- 鉄砲：島津家C種子島久時の「攻城射撃の構え」、R島津日新斎の「攻城射撃の采配」、R花舜夫人の「攻城射撃舞踊」
- 焙烙：毛利家Rマセンシアの「聖なる焙烙」、R小早川隆景(Ver3.2)の「焙嵐の采配」、豊臣家UC九鬼嘉隆の「壊城鉄甲船」
- 砲兵：兵種アクションで城ダメージを与える

攻城ゲージの上昇速度に関するもの
- 弓を当てている限りゲージの上昇を止める：徳川家C高力清長の「蒼葵の守城弓術」、真田家EX恭雲院の「守城弓術」
- ゲージの上昇速度を上げる：長宗我部家R長宗我部兼序の「崩城大噴撃」、UC長宗我部国親(1477)の「飛心の采配」、豊臣家SR黒田如水の「水鏡の軍法」(三枚掛け)、真田家UC真田昌親の「急攻の双陣」、徳川家SR井伊直孝の「赤牛の侵攻」、、長宗我部家SR長宗我部元親(Ver3.2)の「共宴・侵伐鬼軍」の共宴効果
- ゲージの上昇速度を下げる：毛利家UC毛利弘元の「守城の権謀」
- ゲージが止まらなくなる：真田家専用技能の「寡烈」、徳川家SR井伊直政の「関ヶ原の一番槍」で井伊直政が先頭に立っている時、SR/SSRお梶の方の「徳川の守護女神」で翠煌属性に変化する計略を発動した後、長宗我部家SR長宗我部元親(Ver3.2)の「共宴・侵伐鬼軍」の共宴効果

城ゲージを回復する
- 北条家UC瑞渓院の「金城舞踊」、徳川家C華陽院の「忍耐の金城術」、上杉家SR於松の「愛嬢の響声」、真田家SS真田幸村の「異端の策略」を発動中に城ダメージを与えること

攻城ダメージで兵力が回復する
- 他家西R龍造寺家兼の「猛獣の采配」、EX慶誾尼の「玉藻の艶声」

敵城内の敵を妨害する
- 他家東SR深芳野の「魔性の瞳」、徳川家R服部保長の「忍法闇討ち」、C青山虎之助の「蒼煌の混城」

## 連動サイト
いずれも有料コンテンツで、『戦国大戦』及び『三国志大戦』（三国志大戦は初代のみ）に連動。2017年3月31日または4月2日を以って終了。2016年12月21日稼働開始の『三国志大戦』（二代目）の連動サービスに利用権などを引き継ぐことはできない。

### 演武場
PCまたはスマートフォンでSEGA IDを登録して、高画質な対戦リプレイ動画の作成、コンテンツの購入を行えるサービスである。ネットワークサービス終了に伴い、2017年3月31日の23:59をもって終了。自動契約権を利用していた会員は2017年3月は無料開放されていた。なお、家宝くじと絆くじは2017年1月29日の23:59を以って、戦国おみくじと.NET宝くじも2017年2月28日の23:59をもってそれぞれサービスが終了した。動画サービスも、2017年3月1日の4:00をもって筐体での予約サービス、同年3月24日の16:00をもって動画発注サービス、同年3月31日の23:59をもって動画サービスがそれぞれ終了した。

### 大戦.NET (携帯)
携帯版の連動サイト。携帯各社によってサービス終了日は異なり、2017年3月31日から4月2日にかけてサービス終了。

## 三国志大戦との違い
戦国大戦は以下の点において、三国志大戦との違いがある。

### 鉄砲隊の追加
新兵種として鉄砲隊が追加されている。この兵種の特徴として、タッチアクション（タッチアクションの項目で説明）を行う事により、ロックオンマーカーの表示された前方の敵部隊へ弾丸を発射する。
鉄砲は一度に1回、5発撃つことが可能で、発射後は弾を再装填するまで足軽と同じ状態になる。相手武将が正面にいる場合、精密射撃という付加効果が追加され発射速度が大幅に上昇する。
Ver.1.20Eまでは一度に3回、5発ずつ撃つことが可能で、3回発射後は弾を再装填するまで足軽と同じ状態になる。また、弾は残っていても城に引き返す事で再装填が可能だった。
Ver.2.0以降は一回きりの射撃で5発ずつの射撃となり、発射後は弾を再装填するまで足軽と同じ状態になるということになった。
発射する為には、射程内に武将がおり（範囲内に敵がいると自動でロックオンする）、その状態でタッチアクションを行う事で発射出来る。ロックオンして時間をおくとマーカーの色が白→黄（→赤）と変化し、次第に威力が上昇する（赤マーカーは狙撃特技持ち武将のみ）。
狙撃特技を持つ武将の鉄砲の射撃を受けた部隊はノックバックと呼ばれるのけ反り効果が発生し、射撃によって部隊が射線の奥へと押し込まれる。これにより大筒から敵を押し退ける、陣形の中に押し込む、城攻めを妨害するなどの運用も行える。ただ、射程ギリギリで発射すると全弾命中が難しくなる。
さらに計略使用により発射弾数や射程の増加、弾の貫通効果の付与、弾丸の即時補給も行えるなど、鉄砲専用・主体の計略も多く備わっている。
鉄砲隊は機動力の低い槍足軽に強い一方、機動力の高い騎馬隊には弱みを突かれやすい。特に騎馬隊が突撃準備体制に入るとノックバックが通じなくなり、また発射の最中に騎馬隊に突撃されると発射が中断されてしてしまう。三竦みの観点から言えば三国志大戦における弓兵に似通っているが、弓足軽は鉄砲隊とは別に存在し、どちらも異なる運用が求められる。
Ver.2.0にて追加された鉄砲隊と騎馬隊の特徴を組み合わせた竜騎馬隊については鉄砲の発射方法が異なるため。タッチアクションの項目を参照。

### 砲兵の追加
Ver.3.1より砲兵が追加された。アクション自体は鉄砲隊と変わりはないが、以下の点で鉄砲隊と異なる。
砲兵は砲撃で敵城へ城ダメージを与えることができ、静止状態で射程が延長し、ロックオンマーカーが存在しない。
砲兵は徳川家の武将が大半を占め、他の武家では真田家R望月六郎と今川家SS藤林長門守の二枚のみである。

### 計略カテゴリの追加
戦国大戦では以下の計略カテゴリが追加された
陣形、双陣、設置陣形、いろは陣形
『三国志大戦3』の軍師カードが持つ陣略をリファインしたもので、計略発動者を中心に多角形または円形のフィールドが展開され、フィールド内に入った武将にのみ効果が受けられる。采配との違いは陣形展開中に計略発動者が撤退すると効果が消失する。二つ以上の陣形を発動することはできず、味方が陣形を敷いているときに別の味方が陣形計略を発動すると、前の陣形はなくなってしまう。ただし、敵と味方両軍が陣形を敷くことは可能。
Ver1.2より追加された双陣は陣形内に計略発動者を含めた二人の武将が存在する時のみ本来の効果が受けられる。一人もしくは三人以上では計略発動者のみ微量の効果を受ける。
Ver2.1より追加された設置陣形は長宗我部家の武将のみが所持する。計略発動者が撤退した場合でも効果が継続し、最大二つまで設置可能。
Ver2.2より追加されたいろは陣形は島津家の武将のみが所持する。効果はタッチアクションの項目を参照。
三葵・三煌
三葵はVer2.1、三煌はVer3.0より追加。徳川家に所属する武将全員が所持する。徳川家の武将は計略に紅葵/紅煌・蒼葵/蒼煌・翠葵/翠煌属性を割り振られている。三葵ランプにより管理され、計略を発動すると属性に対応したランプが点灯、一定時間後に消灯する仕組みを持つ。三煌への変更は三煌に変化できる計略を持つ武将が属性ランプが点灯している状態で計略を発動する必要がある。システムボイスが「～煌」と変化し、「煌」属性に対応する一部計略は計略効果中でも更なる効果が与えられる。
三葵はランプ点灯中に別属性の計略を発動すると、発動した計略は更なる効果を付与される。ただし、二段階目以降の付与効果を持たない計略もある。
三段階目となる三葵躍進を持つ武将はSR徳川家康（三葵の采配、天照らす旭光）・SR/R/BSS酒井忠次・SR本多忠勝・SR榊原康政・R井伊直政・R服部半蔵・SR南光坊天海・R於大の方・SS小松姫・SS服部半蔵・BSS乾局のみとなる。
豊臣家の日輪計略と併用はできないが、前述の忠誠技能と深く関わる計略もある。
将配
Ver2.2より追加。効果範囲はフィールド全体に及び、計略を発動すると発動者と盤面に存在する武将を繋ぐオレンジ色のラインが張られ、距離が長ければ長いほど効果が上昇する。ただし、敵武将がラインを踏むと一定時間（Ver.3,0A現在は約2秒）後に切断され、効果を失う。効果を失った場合は、計略発動者と接触することで再度ラインが形成される。SS大祝鶴姫のようにラインが切断されない効果を持つ計略も存在する。
神謀
Ver2.2より追加。効果範囲はフィールド全体に及び、計略を発動すると発動者と盤面に存在する武将を繋ぐ青色のラインが張られる。将配とは異なりラインが切断されることはなく、ラインに敵武将を踏ませると様々な妨害効果を与えられる。
修羅・羅刹
Ver3.0より追加。修羅・羅刹共に上杉家の武将のみが所持する。修羅計略は発動すると一定量の城ゲージを破壊し、紫色の修羅ゲージに変化する。修羅ゲージは時間の経過で減少し城ゲージに戻る。ゲージが存在している間に羅刹計略を使用することで更なる強化を受けることができる。ただし、羅刹計略を発動した際に残っている修羅ゲージは消滅し、自軍の城ダメージとして処理される。時間切れに際しては修羅ゲージは城ダメージとして判定処理される。
戦線
Ver3.0より追加。毛利家の武将のみが所持する。計略発動者を中心に横一線のラインが形成され、ラインは計略発動者の動きに合わせて前後に動作する。敵武将がラインを突破した際は自軍へのペナルティが与えられる。
闘痕
Ver3.0より追加。島津家の武将のみが所持する。該当の計略を持つ武将は計略終了時に闘痕状態となり、兵力値の最大値を減らす代わりに武力を上げる効果をもたらす。最大で二段階の計略の強化が受けられる。闘痕効果を消すには、「闘痕二段階目の時、闘痕計略を受け、効果終了時に撤退する」「闘痕効果を消す計略を受ける」ことにより消すことができる。
双計
Ver3.0より追加。通常時は妨害計略として使用でき、敵軍が計略の範囲内に入っている状態で計略を発動した場合は逆計として発動できるが効果はそれぞれ異なる。逆計との違いは範囲内の武将全員に逆計効果が与えられること。
戦旗・出陣
Ver3.1より追加。徳川家の武将のみが所持する。戦場に戦旗を立て専用のゲージを溜める必要がある。戦旗は一定のゲージ数以上で追加効果を得られ、出陣はゲージを消費し計略に指定されたゲージ未満では使用できず計略カットインに「～出陣!!」の文字が表示される。三葵・三煌・日輪と併用できる。出陣計略を持つ武将はSR徳川家康(総大将の差手)、SR/SSR春日局、SR井伊直孝、R南光坊天海、R一国のみ。
傑集・散開
Ver3.1より追加。豊臣家の武将のみが所持する。結集の文字通り対象の武将に乗り移り、戦場の指定した場所でタッチアクションを行うことで兵種と計略テキストに記載された攻撃を行う。撤退すると乗り移った武将も撤退する。傑集した武将は散開計略を受けることで分離することができる。開発スタッフは「Lord of Vermilion III」のトランスを真似たと公言している。
真田丸
Ver3.1より追加。真田家の武将のみが所持する。真田丸は設置陣形と普請を掛け合わせたような計略で、他の真田丸計略と繋げることができる。ただし、制圧されると一定量の城ゲージを失う。真田丸の破壊を防ぐ、内外で効果が変化、計略発動と同時に破壊され枚数に応じて効果が上昇する計略も存在する。
共宴
Ver3.2より追加。共宴計略を持つ二人の武将カードが戦場にいる時に限り発動し、カードによっては単一の効果であるか兵種毎の様々な追加効果が計略発動者に与えられ、それ以外の武将は武力が上昇し士気上限が+2される。その仕様のためデッキは二武家で組む必要がある。稼働時点では豊臣家、徳川家、真田家、他家東に共宴計略は存在しない。

### タッチアクション
戦国大戦では、タッチアクションと呼ばれる「カードを上から押さえる」行為を行うことで、以下の動作を行える。
騎馬隊による突撃、本願寺足軽の仏撃
騎馬隊が突撃準備オーラを纏った状態でタッチアクションを行うと、騎馬隊は突撃攻撃（一時的に向いている方向に急加速し、その間敵に接触するとダメージを与える）を行う。この際に槍足軽が持つ槍の穂先に接触すると迎撃されて、逆にダメージを受ける。1.20Aより全ての兵種において移動速度が一定以上ならば迎撃を受け、騎馬は突撃成功時に武力差に応じた微量の接触ダメージを受けるようになった。接触・迎撃ダメージを抑える計略もあり、SR甲斐姫の「戦場の綺羅星」は武力および速度上昇に加え、突撃準備状態に入ると迎撃と突撃成功時の接触ダメージを抑える効果を持ったオーラが付与される。
Ver2.0Aにてタッチアクションで鉄砲を発射する竜騎馬隊、タッチアクションのない軽騎馬隊の追加に伴いタッチアクションによる突撃はタッチ突撃と名称を変え、突撃準備オーラを纏いながら相手に接触するとタッチ突撃よりもダメージの少ない突撃ができるようになった。それに伴い、騎馬隊は突撃準備オーラを纏った状態からも迎撃を受けるようになった。
Ver.2.2より本願寺に追加された本願寺実如の計略「仏撃の構え」と本願寺蓮如の神謀計略「仏罰覿面」を使用する事で本願寺の足軽が仏撃という突撃が使用できるようになった。なお、「仏罰覿面」を使用中にSS本願寺顕如の「御仏の後光」を使用すると、後者の効果が優先される。
Ver.3.0より計略効果の一つとしてタッチ突撃が馬を模したオーラに変わるものが登場した。SS前田慶次では「松風が出る」とテキストに記載されている。
鉄砲隊による鉄砲攻撃
上記で説明した通り、射程範囲内に敵がいる状態でタッチアクションを行うと、鉄砲を発射する。
竜騎馬隊による鉄砲攻撃
伊達家固有の兵種である竜騎馬隊（鉄砲騎馬隊）は鉄砲特有のロックが存在せず進行方向に扇状の射程範囲が表示され、タッチアクションを行うことでショットガンに似た鉄砲を発射する。
焙烙玉による攻撃
特技欄を参照。
槍足軽の計略
基本的に槍足軽にはタッチアクションはないが、一部の武将の計略効果によってタッチアクションが発生する。例えばSR北条氏康の「関東王の采配」はタッチアクションで槍が伸びる槍撃を行う。
乱戦中に追加ダメージを与える計略
他家(龍造寺家)の一部武将とSS望月千代女は乱戦中にタッチアクションで一定量の追加ダメージを与える計略を持つ。
チャージ計略
一部の武将は、計略効果によってタッチアクションによるチャージを行う。カードを手で覆うとチャージが開始され、手を離した際のチャージ量に応じて計略威力が上昇する。例えばR池田恒興の「超弩級射撃」は使用するとタッチしてもすぐに射撃が出なくなり、一方で長時間押さえこんでから離すと発射弾数が激増する。徳川家の「忍耐の～」、SR松平清康の「小鷹の勇姿」はタッチアクションを使用せず、計略開始と共にチャージを開始し、一定時間後に効果が発動する仕組みを取る。宴SR井伊直政の「井伊の赤備え」は突撃準備状態に入ると自動的にチャージを開始する。
豊国技能による回復など各種追加効果
特技欄を参照。
いろは計略
Ver.2.2より島津家に追加されたいろは計略はタッチアクションを行うと異なる効果に切り替わるという特徴がある。例えばSR島津忠良の「いろは歌」ではい「武力上昇」⇒ろ「兵力回復と弾の回復速度上昇」⇒は「相手の速度低下」⇒い…と言ったような効果がある。
高速移動
計略を発動し、タッチアクションを行うと一定距離を高速で移動することができる。SS島津豊久の「首おいてけ！」の他、鉄砲隊ではSR長宗我部盛親の「天賦の采配」ではリロード中に限り高速移動が行える。ただし、迎撃判定は受ける。
戦旗の設置
特技欄を参照。
傑集
豊臣家の傑集計略で合体した武将は戦場の任意の場所でタッチアクションを行うことで計略の効果に応じた攻撃を行い、柵による妨害を無視することもできる。クールタイムが設定されているため発動後もしくは傑集された武将が自城に戻る等でクールタイムが発動する。

### 普請・戦刻
戦国大戦では大筒という両軍が使用できるオブジェクトが存在する。Ver2.2までは大筒が存在し、Ver1.x台では一つの大筒を奪い合い、Ver2.xでは各軍の自陣にそれぞれ配置された大筒を使用することでゲームを進行していたが、Ver3.0より大筒は普請システムとして昇華され、フィールドから撤廃されている。また、戦刻という時間の概念が追加され開幕から51cと50cから0cでフィールドの背景が変わるようになった。
戦闘開始から51cまでは昼刻として扱われ普請は一つまで設置できる。残り50cになると夕刻となり、二つ目の普請を設置・撤去できるようになった。各普請は一定時間で機能を停止するため、定期的に起動する必要がある。敵軍は設置された普請を制圧することで機能を停止することもできる。R佐竹義宣(1600)の計略「律儀者の刻限」のように昼刻と夕刻で効果が異なるものも存在する。
普請で設置する機能は一つの家宝につき二つまで登録が可能で、カードの向きで普請の切り替えを行う。また、戦国屋で小判20枚を支払うことで任意の普請に差し替えることができる。普請の設置・撤去は家宝を持った武将のみが実行可能となる。
大筒
これまでの大筒と機能は同じだが、設置場所によって城ダメージが変化するようになり、発射時に乗っている武将のコストボーナスも撤廃された。敵城に近ければ近いほどダメージは上がり、自城に近ければダメージは下がる。
矢倉
自動で矢を射る機能を持った普請。
馬屋
移動速度が上昇する普請。
兵糧
兵力を徐々に回復する普請。
陣太鼓
士気の上昇速度を上げる普請。

## 武将カード
三国志大戦同様、能力値によってコスト（0.5刻みで1～4）が分けられており、規定コスト以内で武将を編成する必要がある（規定コスト未満でも1枚の登録でもプレイは可能）。
現在の規定コストは以下の通り
12コスト
- 群雄伝
  - 織田第4章2話「長篠の戦い」、第5章第5話～最終話
  - 豊臣第2章8話「姉川の戦い」、第11話「小谷城虎口攻め」、第3章1話「伊勢長島の戦い」～2話「長篠へ」
  - 徳川第1章9話～最終話、第2章3話「長篠の戦い」7話「天正壬午の乱」
  - 武将列伝 黒田官兵衛最終話「水の如く」、織田信秀・斎藤道三4話「加納の戦い」

11コスト
- 群雄伝
  - 織田第3章～第5章第4話
  - 武田第3章～第4章
  - 上杉第2章～第3章
  - 豊臣第2章～第4章
  - 雑賀第2章
  - 北条、毛利、島津、伊達、徳川、長宗我部、今川
  - 関ヶ原東軍
  - 関ヶ原西軍
  - 関ヶ原東北
  - 関ヶ原九州
  - 大坂徳川
  - 大坂豊臣
  - 大坂土佐
  - 武将列伝　立花誾千代、島津家久、甲斐姫、北条早雲、武田信虎、朝倉宗滴、黒田官兵衛、織田信秀、斎藤道三、前田慶次、長尾為景、龍造寺隆信

10コスト
- 群雄伝
  - 織田第1章～第2章
  - 武田第1章～第2章
  - 上杉第1章
  - 豊臣第1章
  - 浅井朝倉
  - 雑賀第1章

9コスト
- 初心の章
- 全国対戦
- 群雄伝
  - 真田
  - 武将列伝　藤堂高虎、井伊直虎

### 勢力
勢力は武家ごとに分けられており、三国志大戦同様、デッキの勢力数が少ないほど最大士気が高くなる。各勢力はパーソナルカラーとイラストに一定の法則性を持つ。

#### 織田家
パーソナルカラーは青、イラストには青の外套などきらびやかな衣装が目立つ。騎馬、槍足軽、鉄砲隊などがバランスよく配置されていて、鉄砲隊に関する計略が豊富である。特技「防柵」と「制圧」を持つ武将の数が豊富。計略終了後に士気の一部を返還、使用可能な士気の数値で効果が変化する計略、少ない士気で計略を使用できるが効果時間も短い計略を持つ。
| | | |                                                                                   | |                                                                                                   | | |                                                    |
| - 安藤守就 - 池田恒興 - 稲葉一鉄 - 氏家卜全 - 織田信勝 - 織田信包 - 織田信長/織田吉法師 - お鍋の方 - 金森長近 - 河尻秀隆 - 帰蝶 | - 吉乃 - 坂井政尚 - 佐久間信盛 - 佐久間盛政 - 佐々成政 - 柴田勝家 - 滝川一益 - 滝川益氏 - 沢彦宗恩 - 土田御前 - 丹羽長秀 | - ねね - 羽柴秀長 - 羽柴秀吉 - 橋本一巴 - 蜂須賀小六 - 林秀貞 - 塙直政 - 伴長信 - 平手政秀 - 堀秀政 - 前田利家 | - まつ - 溝口秀勝 - 村井貞勝 - 村井長頼 - 毛利新助 - 森可成 - 梁田政綱 - 山内一豊 | - 明智光秀 - 荒木村重 - 織田信忠 - 蒲生氏郷 - 榊原康政 - 島左近 - 高山重友 - 高山友照 - 武井夕庵 - 竹中半兵衛 | - 千代 - 筒井順慶 - 徳川家康 - 原長頼 - 冬姫 - 細川藤孝 - 本多忠勝 - 前田慶次 - 森長可 - 明智秀満 | - お市の方 - 織田長益 - 織田信雄 - 織田信孝 - お玉 - 斎藤利三 - 津田信澄 - 森蘭丸 - お犬の方 - 岡田重善 | - 織田信定 - 織田信秀 - 佐久間盛重 - 佐々政次 - 山口教継 - 養徳院 - 織田秀信 - 木造長政 - 斎藤徳元 - 百々綱家 | - 織田昌澄 - 妻木煕子 - 丹羽長重 - えい - 古田織部 |

#### 武田家
パーソナルカラーは赤、イラストには赤をベースにした衣装と毛皮など白い装飾品が身につけられている。騎馬、槍足軽、弓足軽を主体とし、鉄砲隊がUC穴山梅雪とC跡部勝資の二枚しかない。特技「忍」を持つ武将の数が豊富で、全体的に統率力が高いのが特徴である。計略は火牛などダメージ系、騎馬の超絶強化、兵力の数値で効果が変わる計略を持つ。
| | | | |                                                                   |                                                                                                  | |                                |
| - 秋山信友 - 穴山梅雪 - 甘利虎泰 - 板垣信方 - 一条信龍 - 出浦守清 - 大熊朝秀 - 小畠虎盛 - 小幡昌盛 - 飯富虎昌 | - 小山田信茂 - 木曾義昌 - 恭雲院 - 高坂昌信/春日源助 - 琴姫 - 駒井高白斎 - 里美 - 真田幸隆 - 三条夫人 - 諏訪姫 | - 武田信玄/武田晴信 - 武田信廉 - 武田信繁 - 武田義信 - 多田満頼 - 土屋昌次 - 富田郷左衛門 - 内藤昌豊 - 禰津神平 - 禰々 | - 馬場信春 - 原虎胤 - 原昌胤 - 保科正俊 - 望月千代女 - 諸角虎定 - 矢沢頼綱 - 山県昌景 - 山本勘助 - 横田高松 | - 跡部勝資 - 黄梅院 - おつやの方 - 三枝守友 - 真田昌幸 - 武田勝頼 | - 快川紹喜 - 真田信綱 - 真田昌輝 - 武田信豊 - 土屋昌恒 - 長坂長閑斎 - 仁科盛信 - 北条夫人 - 松姫 | - 真田信幸 - 真田幸村 - 村松殿 - 大井の方 - 小山田信有 - 小山田虎満 - 武田信虎 - 南松院 - 加藤段蔵 - 見性院 | - 園光院 - 曽根昌世 - 依田信蕃 |

#### 上杉家
パーソナルカラーは灰色、イラストには生き様などそれぞれ特徴を表した漢字一文字が記されている。騎馬、鉄砲隊主体としている。当初槍足軽の層は薄かったが、弾ごとに徐々に増え、Ver3.0の時点では槍足軽の層は大幅に富んでいる。計略は武力もしくは統率力の数値を参照するもの、撤退中の武将の総コストを参照するもの、城ゲージを破壊し専用のゲージに変換・消費するものがある。全体的に統率力が低いのが特徴だったが、Ver2.0よりあまり見られなくなった。
| | | | |                                                                          |                                                                                     | | |                                                                   |
| - 甘粕景持 - 綾姫/仙桃院 - 荒川長実 - 伊勢姫 - 色部勝長 - 上杉景信 - 上杉謙信/長尾景虎 - 上杉憲政 - 宇佐美定満 - 大石綱元 | - 小笠原長時 - 小国頼久 - 鬼小島弥太郎 - 柿崎景家 - 加地春綱 - 加藤段蔵 - 金津義舊 - 河田長親 - 北条高広 - 斎藤朝信 | - 新発田綱貞 - 新発田長敦 - 水原親憲 - 絶姫 - 高梨秀政 - 高梨政頼 - 竹俣慶綱 - 天室光育 - 虎御前 - 直江景綱 | - 長尾政景 - 中条藤資 - 本庄実乃 - 本庄繁長 - 村上義清 - 安田長秀 - 山浦国清 - 山吉豊守 - 吉江景資 | - 上杉景勝 - 上杉景虎 - 新発田重家 - 上条政繁 - 華姫 - 樋口兼続/直江兼続 | - 甘粕景継 - 泉沢久秀 - お船 - 柿崎晴家 - 菊姫 - 北条景広 - 山本寺景長 - 山本寺定長 | - 色部長実 - 岩井信能 - 春日元忠 - 桂岩院 - 須田満親 - 上杉定実 - 於フ子 - 長尾為景 - 長尾晴景 - 本庄時長 | - 大国実頼 - 於松 - 上泉泰綱 - 車斯忠 - 志駄義秀 - 新津勝資 - 藤田信吉 - 前田慶次 - 山上道及 - 阿虎 | - 下条忠親 - 須田長義 - 千坂景親 - 長尾景秋 - 安田能元 - 高梨頼包 |

#### 今川家
パーソナルカラーは紫、イラストにはフェイスペイントやアイメイクなどが施されている。槍足軽、弓足軽が多く、鉄砲隊はR酒井忠次とSS定恵院、砲兵はSS藤林長門守のみ。計略は長時間続く物や武力などが高く上がるが効果終了後に兵力が激減、士気最大値の上方下方、計略による強化中に掛けることで更に強化されるものがある。よって、全体的に同コスト帯と比べると、武力と統率力が低いのが特徴である。
| | |                                                                                              |                                                                            |                                             | |                                                      |
| - 朝比奈信置 - 朝比奈泰朝 - 朝比奈泰能 - 天野景貫 - 安部元真 - 井伊直親 - 井伊直虎 - 井伊直盛 - 飯尾連竜 | - 伊丹康直 - 今川氏真 - 今川義元 - 鵜殿氏長 - 鵜殿長照 - 鵜殿長持 - 岡部正綱 - 岡部元信 - 奥平貞能 | - お田鶴の方 - 葛山氏元 - 蒲原氏徳 - 酒井忠次 - 寿桂尼 - 定恵院 - 菅沼定盈 - 関口氏広 - 瀬名 | - 太原雪斎 - 鳥居元忠 - 早川殿 - 富士信忠 - 松井宗信 - 松下之綱 - 松平元康 | - 大原資良 - 興津清房 - 品川高久 - 武田信虎 | - 今川範以 - 孕石元泰 - 朝比奈泰煕 - 今川氏親 - 今川氏輝 - 北川殿 - 福島正成 - 玄広恵探 - 冷泉為和 - 三浦正俊 - 嶺松院 | - 岡部長盛 - 岡部則綱 - 今川義忠 - 瑞渓院 - 牧野成定 |

#### 浅井朝倉家
パーソナルカラーは桃、イラストには羽根飾り(浅井)、仮面(朝倉)が身につけられている。騎馬、槍足軽、弓足軽、軽騎馬隊、鉄砲隊で構成される。デッキに含まれる浅井/朝倉のコスト参照、罠、撤退時間の短縮/延長に関する計略を持つ。
| |                                                                                                   |                                                                                   | | |                                         |
| - 赤尾清綱 - 浅井長政 - 浅井久政 - 朝倉景鏡 - 朝倉景健 - 朝倉景紀 - 朝倉義景 - 雨森弥兵衛 - 磯野員昌 - 遠藤直経 | - お市の方 - 海北綱親 - 印牧能信 - 河合吉統 - 江 - 小少将 - 斎藤龍興 - 高橋景業 - 茶々 - 藤堂高虎 | - 富田勢源 - 鳥居景近 - 初 - 前波吉継 - 真柄直澄 - 真柄直隆 - 宮部継潤 - 山崎吉家 | - 朝倉宗滴/朝倉教景 - 阿閉貞征 - 安養寺氏種 - 魚住景固 - 京極マリア - 阿久姫 - 浅井政元 - 朝倉景嘉 - 富田長繁 - 山崎長徳 | - 浅井蔵屋 - 浅井亮政 - 浅井鶴千代 - 朝倉景隆 - 朝倉貞景 - 朝倉孝景 - 浅井井頼 - 朝倉信景 - 京極高次 - 浅井政高 | - 磯野行尚 - 海北友松 - 四葩 - 京極高吉 |

#### 本願寺
パーソナルカラーは深緑、イラストには法衣と数珠(本願寺)、迷彩服と銃火器(雑賀衆)が身につけられている。本願寺は足軽と鉄砲隊と槍足軽で、雑賀衆は鉄砲隊のみで構成された勢力。鉄砲隊は全員狙撃技能を持つ。当初は本願寺には槍足軽が不在だったが、Ver.2.1にて槍足軽の本願寺家のカードが追加されたり、エラッタにより本願寺の一部足軽武将が槍足軽に変更されている。Ver.2.2より仏撃と呼ばれる突撃もできるようになった。
| | |                                                                                                   | |                                                    |
| - 岡吉正 - 願証寺証意 - 願証寺証恵 - 小雀 - 雑賀孫市 - 七里頼周 - 下間仲孝 - 下間頼照 - 下間頼成 - 下間頼旦 - 下間頼龍 | - 下間頼廉 - 下針 - 鈴木佐太夫/鈴木重意 - 鈴木重兼 - 鈴木重泰 - 超勝寺実照 - 土橋守重 - 鶴首 - 徳田重清 - 如春尼 | - 蛍 - 本願寺教如 - 本願寺顕如 - 無二 - 下間頼純 - 本願寺准如 - 狐島吉次 - 鈴木重朝 - 坦中 - 発中 | - 的場源四郎 - 鈴木孫六 - 土橋重治 - 願証寺蓮淳 - 下間頼慶 - 土橋重隆 - 本願寺実如 - 本願寺蓮如 - 本泉寺蓮悟 - 鈴木金兵衛 | - 下間頼亮 - 鈴木重次 - 湊惣左衛門 - 如了尼 - 蓮能 |

#### 北条家
パーソナルカラーは黄・青・赤・白・黒の五色、イラストには黄色をベースに五色の装飾品を持つ。騎馬、槍足軽、弓足軽を中心に構成されていて、鉄砲隊は存在しない。発動者を含めて二人まで効果のある双陣、大筒操作、防御力上昇、兵種アクションに吹き飛ばし効果付与、突撃・槍撃・弓・乱戦時に統率ダメージ追加、普請の設置数で効果が上下する計略を持つ。
| | |                                                                                                | | |          |
| - 石巻康敬 - 板部岡江雪斎 - 猪俣邦憲 - 上田朝直 - 太田康資 - 甲斐姫 - 梶原景宗 - 香沼姫 - 崎姫 - 清水康英 | - 瑞渓院 - 大道寺政繁 - 多目元忠 - 富永直勝 - 成田長親 - 成田長泰 - 垪和氏続 - 風魔小太郎 - 北条氏邦 - 北条氏繁 | - 北条氏照 - 北条氏規 - 北条氏政 - 北条氏康 - 北条幻庵 - 北条綱成 - 北条綱高 - 巻姫 - 松田憲秀 | - 上田憲定 - 督姫 - 北条氏綱 - 北条氏直 - 太田氏房 - 北条氏盛 - 荒川又次郎 - 在竹兵衛 - 荒木兵庫 - 伊勢新九郎/北条早雲 | - 多目権兵衛 - 大道寺太郎 - 南陽院 - 山中才四郎 - 大福御前 - 伊達房実 - 北条氏次 - 御宿政友 - 伊勢弥二郎 - 遠山綱景 | - 養珠院 |

#### 毛利家
パーソナルカラーは淡い緑、イラストには眼鏡やサングラス、衣装に矢をイメージした模様がある。弓足軽、槍足軽を中心に構成され、鉄砲隊は存在しない。弓に関連した計略が多く、焙烙技能を持つ武将は焙烙による投擲攻撃もできる。計略は弓や焙烙の強化、横一線に張られたラインの位置で効果が変化する計略を持つ。
| | | | | |                                  |
| - 赤穴盛清 - 安国寺恵瓊 - 市川経好 - 桂元澄 - 吉川経家 - 吉川経安 - 吉川元長 - 吉川元春 - 口羽通良 - 国司元相 | - 熊谷信直 - 来島通康 - 児玉就方 - 小早川隆景 - 五龍姫 - 佐田彦四郎 - 宍戸隆家 - 志道広良 - 清水宗治 - 新庄局 | - 中島元行 - 南条宗勝 - 乃美宗勝 - 福原貞俊 - 穂井田元清 - 妙玖 - 村上武吉 - 毛利隆元 - 毛利輝元 - 毛利元就 | - 吉川広家 - 末次元康 - 二の丸殿 - 益田元祥 - 毛利秀元 - 井上元兼 - 児玉就忠 - 杉大方 - 毛利興元 - 渡辺通 | - 熊谷元直 - 小早川秀包 - 宍戸元続 - 二宮就辰 - 福原広俊 - マセンシア - 吉佐姫 - 吉川広正 - 佐野道可 - 大善院 | - 毛利就隆 - 毛利秀就 - 杉原盛重 |

#### 島津家
パーソナルカラーは水色、イラストには褐色肌とノースリープの衣装を纏い、島津宗家では赤髪と鉄砲を所持しているのが特徴である。鉄砲隊、槍足軽を中心に騎馬隊と弓足軽も少数存在する。鉄砲隊は全員車撃技能を所持し、鉄砲を撃ちながら移動することができる。計略はリロード速度に関するもの、タッチで効果が変わるいろは、兵力の上限値と引き替えで強化する闘痕計略を持つ。
| | | | | |                                                                          |
| - 赤星統家 - 伊集院忠倉 - 伊集院忠朗 - 伊集院忠棟 - 梅北国兼 - 上井覚兼 - 頴娃久虎 - 花舜夫人 - 樺山善久 - 鎌田政年 | - 亀寿姫 - 川上忠克 - 川上久朗 - 肝付兼盛 - 猿渡信光 - 実窓夫人 - 島津家久 - 島津日新斎/島津忠良 - 島津貴久 - 島津忠隣 | - 島津忠長 - 島津歳久 - 島津義虎 - 島津義久/島津龍伯 - 島津義弘/島津惟新斎 - 種子島時尭 - 種子島久時 - 長寿院盛淳 - 東郷重位 - 新納忠元 | - 妙蓮夫人 - 山田有信 - 入来院重時 - 島津忠恒 - 島津豊久 - 山田有栄 - 伊集院忠真 - 佐多忠増 - 島津久保 - 寛庭夫人 | - 島津忠将 - 島津運久 - 種子島恵時 - 常磐御前 - 押川公近 - 御下 - 川上忠兄 - 川上久林 - 川上久智 - 木脇祐秀 | - 久保之盛 - 中馬重方 - カタリナ - 樺山久高 - 島津忠興 - 島津忠清 - 千鶴 |

#### 豊臣家
パーソナルカラーは橙、イラストには装備品や着物の柄などに瓢箪が描かれている。騎馬隊、軽騎馬隊、槍足軽、弓足軽、鉄砲隊を中心に構成される。初期は計略の効果など一部の例外を除き豊国技能以外のタッチアクションを廃した構成であった。賤ヶ岳の戦いで七本槍に選ばれた7人のみが持つ七本槍計略、三国志大戦3の国力をモデルに、日輪ゲージの消費で効果が上昇する日輪計略、舞踊開始から一定間隔または単体強化終了後に日輪ゲージが増加する来光計略、武断派と文治派が持つ文武計略、部隊の合流と散開で強化が続く傑集散開計略を持ち、逆計は妨害を目的としたものが多い。
| | | | | |
| - 浅野長政 - 朝日姫 - 池田輝政 - 生駒親正 - 石田三成 - 宇喜多秀家 - 大谷吉継 - 奥村永福 - 糟谷武則 - 片桐且元 - 加藤清正/加藤虎之助 - 加藤嘉明 - 亀井茲矩 - 蒲生氏郷 - 京極竜子 - 九鬼嘉隆 - 黒田官兵衛/黒田如水 - 黒田長政 - 小西行長 - 仙石秀久 | - 田中吉政 - 藤堂高虎 - 豊臣秀長 - 豊臣秀吉/木下藤吉郎 - ねね/北政所 - 蜂須賀正勝 - 平野長泰 - 福島正則/福島市松 - 細川忠興 - 堀直政 - 堀秀政 - 堀尾吉晴 - 前田利家 - 前野長康 - まつ - 脇坂安治 - 池田恒興 - ガラシャ - 後藤又兵衛 - 千利休 | - 豊臣秀次 - 長束正家 - 前田玄以 - 増田長盛 - 森長可 - 山内一豊 - 淀の方 - 日秀 - 明石全登 - 浅野幸長 - 石田重家 - 石田正澄 - 織田有楽斎 - 可児才蔵 - 蒲生頼郷 - 小早川秀秋 - 島左近 - 珠 - 戸田勝成 - 豊臣秀頼 | - 虎姫 - 初芽 - 平塚為広 - 宝泉院 - 細川幽斎 - 摩阿姫 - 舞兵庫 - 前田利長 - 前田利政 - 母里太兵衛 - 青木一重 - 青柳 - 伊東長実 - 大谷吉治 - 大野治長 - 大野治房 - 織田頼長 - お藤 - 木村重成 - 新宮行朝 | - 薄田兼相 - 千姫 - 奈阿姫 - 速水守久 - 塙団右衛門 - 細川興秋 - 真野頼包 - 毛利勝永 - 安井道頓 - 和久宗是 - 渡辺糺 - 井上九郎右衛門 - 菅六之助 |

#### 伊達家
パーソナルカラーは群青と黒、イラストにはシルバーアクセサリーやパンクファッション、月や星の装飾品などの意匠的特徴がある。竜騎馬隊、槍足軽がほぼ全てを占め、騎馬隊と弓足軽が少数存在する。リロード中に限りタッチ突撃追加、敵部隊撃破で武力上昇、乱戦で武力減少や兵力回復、相手の士気を参照する計略を持つ。
| | |                                                                                          | | |
| - 猪苗代盛国 - 岩城重隆 - 遠藤基信 - 大内定綱 - 大崎義隆 - 大崎義直 - 鬼庭左月斎 - 鬼庭綱元/茂庭綱元 - 葛西俊信 - 片倉小十郎 | - 川島宗泰 - 喜多 - 虎哉宗乙 - 後藤信康 - 白石宗実 - 鈴木元信 - 伊達小次郎 - 伊達実元 - 伊達成実 - 伊達輝宗 | - 伊達政宗/伊達梵天丸 - 猫御前 - 原田宗時 - 愛姫 - 屋代景頼 - 義姫 - 留守政景 - 亘理重宗 | - 石母田景頼 - 五郎八姫 - 白石宗直 - 支倉常長 - 久保姫 - 桑折景長 - 伊達稙宗 - 伊達晴宗 - 中野宗時 | - 石川昭光 - 片倉重長 - 香の前 - 原田宗資 - 勝女姫 - 伊達忠宗 - 古内重広 - 牟宇姫 - 湯目景康 - 亘理御前 |

#### 徳川家
パーソナルカラーは緑色、イラストには陣羽織や具足、着物などに徳川の家紋である葵紋が描かれている。騎馬・槍足軽・鉄砲隊・弓足軽・足軽・事実上の専用兵種である砲兵で構成されている。前述の三葵/三煌、戦旗/出陣の他、兵種アクションで城にダメージを与える計略がある。
| | | | | | | | |                                         |
| - 阿茶局 - 安藤直次 - 井伊直政 - 石川家成 - 石川数正 - 板倉勝重 - 鵜飼孫六 - 大久保忠佐 - 大久保忠隣 - 大久保忠世 | - 奥平信昌 - 亀姫 - 高力清長 - 五徳姫 - 小松姫 - 西郷局 - 酒井忠次 - 榊原康政 - 築山殿 - 徳川家康/松平竹千代 | - 鳥居強右衛門 - 鳥居忠広 - 鳥居元忠 - 内藤正成 - 永井直勝 - 南光坊天海 - 服部半蔵 - 平岩親吉 - 本多重次 - 本多忠勝 | - 本多正信 - 松平信康 - 結城秀康 - 渡辺守綱 - 市場姫 - 於大の方 - 華陽院 - 服部保長 - 本多忠高 - 松平清康 | - 松平広忠 - 水野忠政 - 青山忠成 - 青山虎之助 - 石川康道 - 伊奈忠次 - 大久保長安 - お梶の方 - 小野忠明 - 熊姫 | - 江姫 - 高木清秀 - 徳川秀忠 - 成瀬正成 - 本多忠朝 - 本多忠政 - 本多正純 - 松平家忠 - 松平忠吉 - 満天姫 | - 水野勝成 - 柳生石舟斎 - 柳生宗矩 - 浅野長晟 - 井伊直孝 - 以心崇伝 - 一国 - 小笠原秀政 - 小幡景憲 - 春日局 | - 勝姫 - 酒井忠勝 - 酒井忠世 - 真田信吉 - 土井利勝 - 徳川家光 - 徳川忠長 - 林羅山 - 前田利常 - 松平忠輝 | - 松平忠直 - 八十姫 - 天野康景 - 清浄院 |

#### 長宗我部家
パーソナルカラーは藤色、イラストには注連縄、農具などを所持する。騎馬隊・槍足軽・鉄砲隊・弓足軽・足軽で構成され、軽騎馬隊はUC吉良親実のみ存在する。特技「一領」を持つ武将は他の武家の同コスト帯に比べ、武力と統率力が低く設定されている。一領のモードで効果が異なる計略、設置陣形、城内の敵にダメージ、一領の付与などテクニカルな計略を持つ。
| | | | |                                                              |
| - 栄音 - 江村親家 - 大西頼包 - 吉良親貞 - 吉良親実 - 桑名吉成 - 香宗我部親泰 - 河野通直 - 佐竹親直 - 島親益 | - 祥鳳 - 秦泉寺豊後 - 水心 - 長宗我部国親 - 長宗我部信親 - 長宗我部元親 - 中島可之助 - 波川清宗 - 久武親直 - 久武親信 | - 非有 - 福留親政 - 福留儀重 - 戸波親武 - 細川真之 - 本山親茂 - 本山夫人 - 吉田貞重 - 吉田重俊 - 吉田孝頼 | - 公文重忠 - 香宗我部親秀 - 長宗我部兼序 - 長宗我部親吉 - 理春尼 - 阿古姫 - 立石正賀 - 長宗我部盛親 - 津野親忠 - 戸波親清 | - 吉田政重 - 長宗我部盛胤 - 長宗我部康豊 - 養甫尼 - 久万俊政 |

#### 真田家
パーソナルカラーは緋色、イラストには六文銭の意匠がある。騎馬隊と槍足軽で大半を占め、弓足軽と鉄砲隊、砲兵が少数存在する。寡兵で奮戦した逸話から勢力としては最も少ない。計略は転身や城内からの強襲、城内にいる真田家もしくは勢力不問の人数で効果が変化、城内でのみ発動できる裏計、普請と設置陣形を掛け合わせた真田丸とその内外で効果が上下する計略を持つ。
| | | |          |
| - 於菊 - 小山田茂誠 - 唐沢玄蕃 - 河原綱家 - 小松姫 - 真田信幸 - 真田昌親 - 真田昌幸 - 真田幸村 - 竹林院 | - 矢沢頼康 - 横谷左近 - 阿梅 - 穴山小介 - 海野六郎 - 筧十蔵 - 霧隠才蔵 - 真田大助 - 真田大八 - 猿飛佐助 | - 三好清海 - 三好伊三 - 根津甚八 - 三好幸信 - 望月六郎 - 由利鎌之介 - 隆精院 - 池田綱重 - 鈴木忠重 - 堀田興重 | - 山手殿 |

#### 他家
パーソナルカラーは黄色、イラストには一定の法則性はないが、六角家の六角形をかたどった武具や衣装、龍造寺家の動物をかたどった衣装や被り物、大友家の未来風の衣装、立花家の風神や雷神を漂わせる武具や衣装のように特定の勢力に限り法則性がある。Ver.2.20より他家東と他家西に分割された。

##### 他家東
| | | | | |                                                                                |
| - 上泉信綱 - 蒲生賢秀 - 蒲生定秀 - 北畠具教 - 後藤賢豊 - 斎藤道三/長井規秀 - 斎藤義龍 - 諏訪頼重 - 十河一存 - 鳥屋尾満栄 | - 長野業正 - 長野業盛 - 松永久秀 - 吉田重政 - 六角義賢 - 太田資正 - 梶原政景 - 里見義弘 - 正木時茂 - 正木時忠 | - 結城晴朝 - 蘆名盛氏 - 蘆名義広 - 石川高信 - 猪苗代盛胤 - 氏家定直 - 氏家守棟 - 岡本禅哲 - 蠣崎季広 - 金上盛備 | - 北信愛 - 佐竹義重 - 佐竹義宣 - 志村光安 - 相馬盛胤 - 相馬義胤 - 津軽為信 - 南部信直 - 南部晴政 - 二階堂阿南 | - 畠山義継 - 真壁氏幹 - 最上義光 - 太田道灌 - 塚原卜伝 - 帰蝶 - 妙印尼 - 深芳野 - 鮭延秀綱 - 南部利直 | - 里見忠義 - 渋江政光 - 武姫 - 足利成氏 - 果心居士 - シャクシャイン - 戸沢盛安 |

##### 他家西
| | | | | | | | |
| - 足利義輝 - 安宅冬康 - 岩成友通 - 三好長逸 - 三好長慶 - 三好政康 - 三好康長 - 三好義賢 - 足利義昭 - 一色藤長 | - 和田惟政 - 赤池長任 - 尼子経久 - 尼子晴久 - 尼子誠久 - 尼子義久 - 伊勢龍姫 - 犬塚鎮家 - 犬童頼安 - 宇喜多忠家 | - 宇喜多直家 - 江里口信常 - 円城寺信胤 - 大内義隆 - 大友宗麟/大友義鎮 - 甲斐宗運 - 木下昌直 - 相良義陽 - 陶晴賢 - 高橋紹運 | - 立花誾千代 - 立花道雪/戸次鑑連 - 角隈石宗 - 鍋島直茂 - 成松信勝 - 彦鶴姫 - 百武賢兼 - 本城常光 - 丸目長恵 - 山中鹿之助 | - 龍造寺隆信 - 赤井直正 - 荒木氏綱 - 波多野秀尚 - 波多野秀治 - 別所長治 - 別所吉親 - 籾井教業 - 安芸国虎 - 一条兼定 | - 小野鎮幸 - 西園寺公広 - 七条兼仲 - 十河存保 - 立花宗茂 - 土居清良 - 土居宗珊 - 三好長治 - 本山茂辰 - 由布惟信 | - 尼子国久 - 大内義興 - 大祝鶴姫 - 慶誾尼 - 洞松院 - 奈多夫人 - 柳生宗厳 - 龍造寺家兼 - 有馬晴信 - 大友義統 | - 立花直次 - 鍋島勝茂 - 有馬豊氏 - 佐々木小次郎 - 宮本武蔵 - 柳生十兵衛 - 柳生兵庫助 - 宇喜也嘉 - 尚円王 - 吉弘統幸 |

#### 戦国数奇
勢力としては各家に所属するが、別カテゴリとして存在するカード。カードの排出はそのバージョンが稼働している間のみとなる。以下のようなカードが所属する。
- 有名漫画家がデザインしたカード。
『まおゆう魔王勇者』『ココロコネクト』『犬とハサミは使いよう』『四百二十連敗ガール』『ニンジャスレイヤー』など、KADOKAWA(エンターブレイン)とのコラボレーション
月刊コミックゼノンとのコラボレーション
『センゴク』『へうげもの』『信長の忍び』など史実架空問わず歴史漫画からの出典
その他漫画の登場人物を戦国武将としてデザインしたカード
- pixivで行われたイラストコンテストの受賞作品の一部。受賞したユーザーは以後のバージョンでイラストレーターとして参加している。
- 真田幸村、ねね(ココロコネクト)、明智光秀(まおゆう)、織田信長(いくさの子)等のようにプロモーションカードとして提供されたもの。

1582からは排出停止となったバージョンのSS・BSSが電影武将として入手できるようになったが、EXカードは例外である。

##### 1560 尾張の風雲児
| | |  |  |  |
| - 織田信長 - 出典：キン肉マン - 木下藤吉郎 - 出典：釣りバカ日誌 - 滝川一益 - 前田利家 - 出典：クニミツの政 - 武田信玄 - 綾姫 - 出典：げんしけん - 今川義元 - 出典：センゴク外伝 桶狭間戦記 - 太原雪斎 - 出典：センゴク外伝 桶狭間戦記 - 阿国 - 出典：のだめカンタービレ - 竹中半兵衛 - 出典：さよなら絶望先生 - 松永久秀 | - エグザムライ戦国 - 流浪剣豪ヒロ - 風読みのマツ - 霧隠れのウサ - 槍のマキダイ - 無双流アツシ - 金狼流アキラ - 弓のタカヒロ |  |  |  |

##### 1570 魔王、上洛す
| |                                                                                          |  |  |  |
| - 千鳥 - 出典：信長の忍び - 羽柴秀長 - 秋山信友- 出典：キン肉マン - 真田幸村 - 出典：戦国BASARA - 上杉謙信 - 出典：シャーマンキング - 直江兼続 - 出典：オトメン（乙男） - 今川義元 - 寿桂尼 - 出典：ガラスの仮面 - 江 - 出典：絶対可憐チルドレン - 茶々 - 出典：絶対可憐チルドレン - 初 - 出典：絶対可憐チルドレン - 陸奥辰巳 - 出典：修羅の刻 | - 第1回イラストコンテスト受賞作 - 上杉謙信 - 上杉景虎 - 松姫 - 竹中半兵衛 - 鬼小島弥太郎 |  |  |  |

##### 15XX 五畿七道の雄
| |                                                                                               |  |  |  |
| - 仙石権兵衛 - 出典：センゴク 天正記 - 明智光秀 - 出典：センゴク 天正記 - 古田織部 - 出典：へうげもの - 羽柴秀吉 - 出典：へうげもの - 木下秀吉 - 出典：信長の忍び - 直江兼続 - 出典：山風短 - 井伊直虎 - 出典：げんしけん - 武田信玄 - 出典：武田信玄（新田次郎・横山光輝版） - 大島山十郎 - 出典：山風短 - あずみ - 出典：あずみ | - 第2回イラストコンテスト受賞作 - 茶々 - 加藤清正 - 土屋昌恒 - 一宮随波斎 - 甲斐姫 - 大祝鶴姫 |  |  |  |

##### 1582 日輪、本能寺より出づる
| | |  |  |  |
| - 織田信長 - 出典：まおゆう魔王勇者 - 明智光秀 - 出典：まおゆう魔王勇者 - 竹中半兵衛 - 出典：センゴク - 黒田官兵衛- 出典：センゴク - 千利休- 出典：へうげもの - 村上武吉 - 望月千代女 - 風魔小太郎 - 出典：キン肉マン - 雑賀孫市 - 甲斐姫 - 出典：ココロコネクト - まつ - 出典：ココロコネクト - ねね - 出典：ココロコネクト | - コミックゼノン(1582) - 織田吉法師 - 出典：いくさの子 織田三郎信長伝 - 織田信長 - 出典：いくさの子 織田三郎信長伝 - 直江兼続 - 出典：義風堂々!!直江兼続 -前田慶次酒語り- - 片倉小十郎 - 出典：バリエンテス 伊達の鬼 -片倉小十郎- - 江 - 出典：キャッツ・愛 - 蜂須賀正勝 - 出典：ちるらん 新撰組鎮魂歌 |  |  |  |

##### 1590 葵 関八州に起つ
| | |                                                                                                   |  |  |
| - 織田信長 - 出典：信長の忍び - お鍋の方 - 出典：まおゆう魔王勇者 - 本願寺顕如 - 出典：信長の忍び - 妙玖 - 出典：ラブやん - 五龍姫 - 出典：監獄学園 - 伊達政宗 - 出典：伊達政宗(山岡荘八・横山光輝版) - 徳川家康 - 出典：徳川家康(山岡荘八・横山光輝版) - 小松姫 - 出典：戦場のヴァルキュリア2 ガリア王立士官学校・戦場のヴァルキュリアDUEL - 立花宗茂 - 出典：犬とハサミは使いよう - 立花誾千代 - 出典：犬とハサミは使いよう | - コミックゼノン(1590) - 沢彦宗恩- 出典：いくさの子 織田三郎信長伝 - 今川義元- 出典：いくさの子 織田三郎信長伝 - 大谷吉継- 出典：義風堂々!!直江兼続 -前田慶次酒語り- - 石田三成- 出典：おとりよせ王子 飯田好実 | - 第3回イラストコンテスト受賞作 - 斎藤伝鬼房 - 真柄直隆 - 黒田官兵衛 - 竹林院 - 九鬼嘉隆 - 慶誾尼 |  |  |

##### 1477 破府、六十六州の欠片へ
| |  |  |  |  |
| - 帰蝶 - 出典：信長の忍び - 柴田勝家 - 出典：キン肉マン - 風魔小太郎 - 出典：ニンジャスレイヤー - 亀寿姫 - 出典：四百二十連敗ガール - 島津忠恒 - 出典：四百二十連敗ガール - 初芽 - 出典：ニンジャスレイヤー - 服部半蔵 - 出典：ニンジャスレイヤー |  |  |  |  |

##### 1600 関ヶ原 序の布石、葵打つ
| | | |  |  |
| - 織田信長 - 出典：ムダヅモ無き改革 - 丹羽長秀 - 出典：キン肉マン - 冬姫 - 出典：健全ロボ ダイミダラー - 山県昌景 - 出典：センゴク 天正記 - 南の方 - 出典：それでも町は廻っている - 島津豊久 - 出典：ドリフターズ - 黒田官兵衛 - 出典：むこうぶち - 牟宇姫 - 出典：健全ロボ ダイミダラー - 徳川家康 - 出典：アカギ 〜闇に降り立った天才〜 - 夏目吉信 - 出典：ギャングキング - 長宗我部元親 - 出典：FAIRY TAIL - 真田幸村 - 出典：アカギ 〜闇に降り立った天才〜 - 竹林院 - 出典：七つの大罪 - 山手殿 - 出典：Half&half - 白井局 - 出典：戦場のヴァルキュリア3・戦場のヴァルキュリアDUEL | - コミックゼノン(1600) - 平手政秀 - 出典：いくさの子 織田三郎信長伝 - 前田慶次 - 出典：いくさの子 織田三郎信長伝 - 黒田官兵衛 - 出典：義風堂々!!疾風の軍師 黒田官兵衛 - 尾崎局 - 出典：夜さん | - 第4回イラストコンテスト受賞作 - 上田宗箇 - 土田御前 - 前田慶次 - 福島正則 - 乾局 - 中山田泰吉 - 真田幸村 - 果心居士 - 十市遠忠 - 足利義輝 |  |  |

##### 1615 大坂燃ゆ、世は夢の如く
| | | | |  |
| - 織田信長 - 出典：ノブナガ・ザ・フール - 竹中半兵衛 - 黒田官兵衛 - 望月千代女 - 出典：信長の忍び - 上杉景勝 - 出典：月英学園 -kou- - 定恵院 - 出典：CODE OF JOKER - 藤林長門守 - ガラシャ - 出典：箱庭の令嬢探偵 - 紅皿 - 大祝鶴姫 - 出典：チェインクロニクル - 宮本武蔵 - 出典：龍が如く 見参! - 柳生十兵衛 - 出典：十 〜忍法魔界転生〜 | - コミックゼノン(1615) - 蛍 - 出典：エンジェル・ハート - 香沼姫 - 出典：ワカコ酒 - 渡辺長 - 出典：よろしくメカドック - 前田慶次 - 出典：花の慶次 -雲のかなたに- | - リィド社 - 石田三成 - 出典：セキガハラ - 長谷川正長 - 猿飛佐助 - 出典：真田十勇士 - 東郷重信 - 出典：ゴルゴ13 | - 第5回イラストコンテスト受賞作 - 広徳院 - 容光院 - 能島姫 - 島津勝久 - 宇喜多秀家 - 毛利勝永 - 伊達晴宗 - 義姫 - 酒井忠次 - 宇都宮成綱 - 立花道雪 |  |

##### 1477-1615 日ノ本一統への軍記
|                                                                 |  |  |  |  |
| - 桂姫 - 出典：月英学園 -kou- - 細川忠興 - 出典：箱庭の令嬢探偵 |  |  |  |  |

#### EXカード
勢力としては各家に所属し、独自の計略を持つ者が多く書籍の付録やカードプレゼントキャンペーンなどで配布された。カードの柄はレアリティRのものであるが、コラボの一環として配布されるカードは戦国数寄の柄が採用される。以下のカードが存在する
- エンターブレイン、ホビージャパン、セガから発刊された関連書物およびDVDの付属品。
- EXカードキャンペーン第1弾で配布された上杉謙信、帰蝶、太原雪斎。第2弾で配布された竹中半兵衛、茶々、華姫、第3弾で配布された成田長親、乃美大方、於平。第4弾で配布された島津義久、石田三成、猫御前
- セガ販売の戦国大戦カードバインダ、追加リフィルに付属されたねね、明智光秀、立花誾千代、森蘭丸、徳川家康、長尾景虎。
- カプコンのPlayStation Portable用ゲームソフト『戦国BASARA クロニクルヒーローズ』の初回同梱特典（プロモーションカード）、真田幸村。
- 月刊コミックゼノン2012年12月号付録の織田信長、2014年12月号付録の前田慶次、2015年8月号付録の蛍。
- 『いくさの子 織田三郎信長伝』第4巻限定版付録の沢彦宗恩。
- 『信長の忍び』第7巻限定版付録の織田信長。
- 『コミックビーム』2015年8月号付録の初鹿野昌次。

| | | | | |                                                                                                   |                                         |
| - ねね - 真田幸村 - 上杉謙信/長尾景虎 - 帰蝶 - 太原雪斎 - 明智光秀(織田)/(他家東) - 佐々成政 - 竹中半兵衛 - 茶々 - 華姫 | - 山中鹿之助 - 立花宗茂 - 立花誾千代 - 問田の大方 - 島津義弘 - 成田長親 - 乃美大方 - 於平 - 織田信長(いくさの子) - 京極竜子 | - 明智光秀(まおゆう) - ねね(ココロコネクト) - 望月千代女 - 森蘭丸 - 愛姫 - 豪姫 - 福島正則 - 菊姫 - 沢彦宗恩 - 島津義久 | - 石田三成 - 猫御前 - 千代 - 真理姫 - 立花誾千代(犬とハサミ) - 徳川家康 - 阿国 - 織田信長(信長の忍び) - 今井宗久 - 新野左馬助 | - 五郎八姫 - 杉大方 - 島津忠恒 - 常盤御前 - 慶誾尼 - 初芽 - 定恵院 - 前田慶次(いくさの子) - 牟宇姫 - 水心 | - 前田慶次 - 可児才蔵 - 弘子姫 - 大祝鶴姫 - 細川夫人 - 戸次鑑連 - 恭雲院 - 蛍 - 初鹿野昌次 - 千姫 | - 真田幸村 - 宮本武蔵 - 桂姫 - 細川忠興 |

#### 電影武将・宴
2.0から登場した電影武将専用カード。勢力としては各家に所属し、3.00A時点では以下の4種類に分別される。
- 既存カードの一部流用で計略名が異なるだけのもの(旧コスプレ宴)
- 新規に描き下ろされたもの
- 既存カードの一部流用で兵種が変わり、独自の計略を持ったもの
- 既存カードのイラストレーターが同名武将を新規で描き下ろしたもの(新コスプレ宴)

以下のカードは実カードとなる。・
- Ver2.0に登場した29枚は2014年12月発売。
- ドラマCD「島津四兄弟～その熱き魂と誇り～」にてVer2.1の島津歳久が付属。
- 賞金付公式大会「天覇への道・極」参加賞として日野富子(Ver3.0)を先行配布。

| | | | | | | |              |
| - 彦鶴姫 - 里美 - 柴田勝家 - 武田勝頼 - 本庄繁長 - 庵原忠胤 - 鳥屋尾満栄 - 初(浅井朝倉)/(豊臣) - 池田せん - 上杉謙信(SR) / (BSS) - 渡辺了 - 坂井与四郎 - 戸沢盛安 - 絶姫 - 千代 - 伊賀崎道順 - 石川五右衛門 - 植田光次 - 果心居士 - 百地三太夫 | - 森田浄雲 - お鍋の方 / 興雲院 - 北条氏勝 - 吉見正頼 - 島津忠仍 - 豊臣秀吉 - 伊達政宗 - 上井覚兼 - 小雀 - 山田有信 - 無二 - 鬼小島弥太郎 - 島津歳久 - 伊達成実 - お梶の方 - 長宗我部盛親 - 甲斐姫 - 早川殿 - 土橋守重 - 毛利元氏 | - 三の丸殿 - 立花誾千代 - 滝川一益 - 雑賀孫市 - 遠藤直経 - 高坂甚内 - 玉姫 - 愛姫 - 七曲殿 - 井伊直政 - 長宗我部信親 - 安東愛季 - 宇都宮国綱 - 鶴首 - 龍造寺隆信 - 足利義政 - 日野富子(2.2)/(3.0) - 細川勝元 - 骨皮道賢 - 山名宗全 | - 西郷局 - 本願寺証如 - 大谷紀之介 / 大谷吉継 - 阿茶局 - 亀姫 - 中島親吉 - 亀寿姫 - 犬塚鎮家 - 織田信秀 - 武田信虎 - 長尾為景 - 一宮宗是 - 相合元綱 - 五龍姫 - 北条綱成 - 新納忠勝 - 小梁川宗朝 - 本多忠勝 - 伊東一刀斎 - 水心 | - 蘆名義広 - 石谷夫人 - 浅井蔵屋 - 浅井鶴千代 - 石田三成 - ガラシャ - 初芽 - 島左近 - 太田牛一 - 北条幻庵 - 真田幸隆 - 遠藤宗信 - 大須賀康高 - 長尾景春 - 松姫 - 祥鳳 - くす(3.0)/(3.1) - 江姫 - 徳川秀忠 - 毛利隆元 | - 豊臣秀勝 - 香川親和 - 本山夫人 - 朝比奈泰朝 - 島津維新斉 - 戸次統常 - 弥助 - 柿崎景家 - 妙林尼 - 千利休 - 泉田重光 - 大久保長安 - 武田晴信 - 服部保長 - 五徳姫 - 井伊直虎 - 北政所 - 摩阿姫 - お都摩の方 - 織田高重 | - 本願寺宣如 - 島津豊久 - 今川直房 - 清水景治 - 松平信綱 - 天草四郎 - 猿飛佐助 - 北条氏政 - 伊達秀宗 - 於菊 - 菊姫 - 吉田重親 - 太田道灌 - 真田幸村 - 木村重成 - 三浦按針 - 梅津憲忠 - 珠姫 - 細川忠興 - 南陽院 | - 後藤又兵衛 |

## 参加イラストレーター
| 1560 尾張の風雲児～ | | | |                                                          |
| - 春乃壱 - hippo - 風間雷太 - HACCAN - 山本章史 - 黒葉.K - 小山宗祐 - BUNBUN - 芳住和之 - 木下勇樹 - 山中虎鉄 - 碧風羽 - Daisuke Izuka - 加那屋大志 | - 一徳 - 池田宗隆 - 二見敬之 - Wolfina - 西村キヌ - 萩谷薫 - Ryota-H - 塚本陽子 - 内田章夫 - 倉花千夏 - 杉浦善夫 - 小城崇志 - 岩元辰郎 - JUNNY               | - RARE ENGINE - Yocky - 山宗 - 伊藤サトシ - タカヤマトシアキ - 日暮央 - 小室和生 - 戸橋ことみ - 牧野卓 - さんば挿 - 陸原一樹 - 吉野啓太 - 三好載克 - 青木梨恵                 | - 那知上陽子 - 吉田ちひろ - 植田亮 - masaki - 西野幸治 - 仙田聡 - ケロケロ齋藤 - ゆでたまご - 北見けんいち - 皆川亮二 - 朝基まさし - 髙橋ヒロシ - 木尾士目 - 宮下英樹 | - 二ノ宮知子 - 久米田康治 - 藤田和日郎 - 山口陽史 - 匡吉 |
| 1570 魔王上洛す～ | | | |                                                          |
| - 夢路キリコ - 士基軽太 - 和田昌子 - hakus - タケダサナ - Nino - 伊藤一磨 - 小島邦彦 - 佐藤啓太 - 寺澤隆徳                                          | - 竜徹（pixiv） - 重野なおき - 漆原友紀 - クロサワテツ（pixiv） - タシロトジオ（pixiv） - 武井宏之 - 歩鳥（pixiv） - チェロキー（pixiv） - 菅野文 - 島本和彦 | - 美内すずえ - 椎名高志 - 川原正敏 - 土林誠（CAPCOM） - 虫麻呂 | |                                                          |
| 15XX 五畿七道の雄～ | | | |                                                          |
| - 平坂康也 - 玄丞 - Hayaken - 添田一平 - 中田愛澄 - 松野トンジ - ハンブ - 木志田コテツ - ともひと - 和之                                            | - 諏岸マリエ - 田口博之 - いちげん - 百鬼丸 - 坂井結城 - 21498 - 形代スズイ - 岩男信人 - 武城にしき - 安達洋介                                               | - 因果 - 池田正輝 - 茉莉花 - 伊藤未生 - 白茶葉（pixiv） - 山田芳裕 - 横山光輝/光プロ - 山根雪（pixiv） - せがわまさき - 深町トシヲ（pixiv）                                   | - pondel（pixiv） - 風上ユウ（pixiv） - 小山ゆう - KASEN（pixiv） |                                                          |
| 1582 日輪、本能寺より出ずる～ | | | |                                                          |
| - えぃわ - 赤賀博隆 - 沙汰 - オンダカツキ - ホマ蔵 - 恩田尚之 - 駒都えーじ - 凪良 - 後藤弘樹 - 白川正章                                             | - 原哲夫 - toi8 - 沙村広明 - 武村勇治 - 阿左維シン - 広江礼威 - 幸村誠 - 野田めぐみ - 橋本エイジ - 田中克樹                                                  | - 加藤さやか - 文倉十 - とあざ | |                                                          |
| 1590 葵 関八州に起つ～ | | | |                                                          |
| - Nidy-2D- - ひと和 - いけだ - 日田慶治 - 前嶋重機 - 音楽ナスカ - 前河悠一 - 種田和宏 - 皆川史生 - 野口登志夫                                       | - 村山竜大 - 鹿澄ハル - 藤井英俊 - 田丸浩史 - 鳥広明 - 平本アキラ - 鍋島テツヒロ - 本庄雷太 - 高瀬志帆 - 緋色雪                                              | - 米島正明 - とよた瑣織 - ななひめ - KOSO - オサム - こいち京香 - ぽちはる(pixiv) - COGA(pixiv) - セツ(pixiv) - pin(pixiv)                                                    | - まるとら(pixiv) - 片山摂州(pixiv) - サムライ&ドラゴンズ |                                                          |
| 1477 破府、六十六州の欠片へ～ | | | |                                                          |
| - HIMA - れぇ - 岡崎能士 - 蔓木鋼音 - 森井しづき - シノマル - わらいなく - 七桃りお - すめらぎ琥珀                                                  | | | |                                                          |
| 1600 関ヶ原 序の布石、葵打つ～ | | | |                                                          |
| - ワダアルコ - 春夏冬ゆう - ミヤジマハル - 晩杯あきら - 吟 - v8 - 古賀マサヲ - 平野耕太 - 石黒正数 - ごとうじゅんじ                                 | - 天獅子悦也 - 福本伸行 - 大和田秀樹 - 柳内大樹 - 佐原ミズ - 山田俊明 - 真島ヒロ - 鈴木央 - 瀬尾公治 - 長澤真                                                | - フジオカアデリ - 末冨正直(pixiv) - ニシカワエイト(pixiv) - 士崎多結(pixiv) - hoRi3(pixiv) - 櫻井(pixiv) - ゆきさめ(pixiv) - 紺藤ココン(pixiv) - 夜汽車(pixiv) - 安里(pixiv) | - 上月一式(pixiv) |                                                          |
| 1615 大坂燃ゆ、世は夢の如く～ | | | |                                                          |
| - Tony - 五十嵐睦 - 西川大貴 - ハマサカキミオ - 北条司 - 次原隆二 - 新久千映 - さいとう・たかを - 長谷川哲也 - 岡村賢二                             | - 哉ヰ涼 - 白身魚 - おかざきおか - Nardack - 丸藤広貴 - 米澤稔／兵藤聡史 - 桜玉吉 - 鈴木玖(pixiv) - シノメン(pixiv) - サクマミツロ(pixiv)                    | - cuboon(pixiv) - ヨシモト(pixiv) - 祀花よう子(pixiv) - ジョージ(pixiv) - オーミー(pixiv) - pik@ru(pixiv) - 中村瑠衣子(pixiv) - むなぁげ(pixiv) - むつごろう                  | |                                                          |

## 参加声優
2バージョン以上参加
| |  |  |
| - 伊智生士冶（織田信長、朝倉景健、毛利元就、仁科盛信、小野鎮幸、本願寺実如、大久保長安、真野頼包など） - 小野大輔（上杉謙信/長尾景虎、本願寺顕如、北条氏康、細川忠興、今川範以、大谷吉継、真田大八、伊勢弥二郎など） - 岡野浩介（羽柴秀吉/豊臣秀吉、朝倉義景、金上盛備、中島可之助、荒木兵庫、藤田信吉、豊臣秀頼(1615)、尚円王など） - 弦徳（稲葉一鉄、藤堂高虎、東郷重位、土屋昌恒、鳥居忠広、朝比奈泰煕、山上道及、薄田兼相など） - 土谷麻貴（お鍋の方、初、花舜夫人、蘆名義広、阿久姫、浅井鶴千代、ねね/北政所、菊姫(1600,1615)など） - てらそままさき（武田信玄、鈴木佐太夫、R北条氏康、朝倉宗滴、南光坊天海、伊達植宗、石田正澄、三好清海など） - 野宮一範（高坂昌信(1560)/春日源助、浅井長政、成田長親、黒田長政、福留儀重、鈴木金兵衛、松平忠輝など） - 浜田賢二（丹羽長秀、土橋守重、北条綱成、葛西俊信、内藤正成、宇佐美定満(1477)、母里太兵衛、丹羽長重など） - 古川小百合（帰蝶、鶴首、京極マリア、お玉、阿茶局、慶誾尼、お船(1600)、八十姫など） - 三澤紗千香（里美、無二、甲斐姫、二階堂阿南、R長宗我部元親、大井の方、於菊(1600,1615)、くす(1600,1615)など） - 陽季想（今川氏真、松井宗信、山崎吉家、相馬盛胤、孕石元泰、下間頼慶など） - 杉田智和（雑賀孫市、島津義弘/島津惟新斎、片倉小十郎、北条氏政(1590)、北条早雲、吉川広家(1600)、毛利秀就など） - 中村悠一（R毛利元就、伊達政宗、本多忠勝(1590)、織田信秀、真田昌幸(1590,1600,1477-1615)、後藤又兵衛(1590,1615)など） - 立花慎之介（島津義久、黒田官兵衛/黒田如水、徳川家康(1590,1477-1615)、浅井亮政、加藤清正(七本槍、1600)/加藤虎之介、毛利勝永など） - 梶裕貴（北条氏政、石田三成、島津豊久(1600)、猿飛佐助など） - 三浦祥朗（福島正則、長尾為景、島左近(1600)、明石全登など） - 菅沼久義（榊原康政(1590)、大友義鎮、井伊直政(1600)、根津甚八など） - 最上嗣生（酒井忠次(1590)、SS柴田勝家、上杉景勝(1600)、宮本武蔵など） - 森川智之（太田道灌、SS織田信長（ムダヅモ）など） - 江口拓也（北条氏康(1477)、武田晴信(1600)など） - 内田真礼（妙印尼、初芽、春日局など） - 神谷浩史（長宗我部元親、霧隠才蔵など） - 櫻井孝宏（井伊直政、木村重成、香宗我部親泰など） - 堀内賢雄（真田幸村(1615,1477-1615)、渡辺糺など） - 花澤香菜（茶々、四葩、おつやの方など） - 田村ゆかり（立花誾千代(15XX,1477-1615)、淀の方(1615)など） - 金元寿子（猫御前、一国など） - 井上麻里奈（水心、隆精院、伊達梵天丸など） - 五十嵐裕美（竹林院、園光院など） - 斎藤千和（淀の方(1590)、井伊直虎(1590,1600)など） - 雨宮天（久保姫、奈多夫人など） - 戸田めぐみ（長尾景秋、亘理御前など） - 早見沙織（五郎八姫(1615)、山手殿など） - 佐倉綾音（お藤、瑞渓院(1477-1615)など） |  |  |

ゲスト参加
| |  |  |
| - 平野綾（お市の方(1570)、華姫、BSS上杉謙信、SS茶々） - 福山潤（直江兼続、森蘭丸、北条氏直、浅野長政、EX明智光秀（まおゆう）） - 小清水亜美（お市の方(1582)、まつ(1582)、義姫、SS織田信長（まおゆう）） - 沢城みゆき（池田せん、帰蝶(1582)、SS望月千代女、SSまつ） - 豊崎愛生（朝日姫、菊姫、EXねね(ココロコネクト)） - 速水奨（今川氏親、伊達晴宗、朝倉孝景、柳生宗厳、鈴木重意(1477)、SS風魔小太郎(ニンジャスレイヤー)） - 銀河万丈（徳川家康(1600)、細川幽斎、加藤嘉明(1600)、SS徳川家康(アカギ)、SS山県昌景） - 緑川光（石田三成(1600)、立花宗茂(1600)、徳川秀忠、片倉重長、京極高次、吉田政重、SS黒田官兵衛(むこうぶち)） - 羽多野渉（真田幸村(1600)、伊達政宗(1600)、長尾景春、宇喜多秀家(1600)、毛利輝元(1600)、大国実頼、戸田勝成、津野親忠） - 安部川賢治郎（長寿院盛淳(1600)、青山虎之助、成瀬正成、BSS十市遠忠） - 伊東隼人（百々綱家、上泉泰綱、新津勝資、脇坂安治(1600)、唐沢玄蕃） - 水樹奈々（お梶の方、ガラシャ(1600)、SS白井局） - 日笠陽子（淀の方(1600)、小松姫(1600)、江姫(1600)、SS冬姫、SS南の方） - 洲崎綾（阿古姫、摩阿姫、満天姫、見性院、EX牟宇姫） - 若本規夫（徳川家康(1615)、伊達政宗(1615)、片桐且元(1615)、安田能元、SS東郷重信） - 井澤詩織（阿虎、牟宇姫、古内重広、SSガラシャ、SS定恵院） - 高橋未奈美（奈阿姫、長宗我部盛胤、SS紅皿、SS香沼姫） - 稲田徹（流浪剣豪ヒロ） - 田中宏樹（無双流アツシ） - 遠藤大輔（槍のマキダイ） - 風間勇刀（風読みのマツ） - 鈴木千尋（霧隠れのウサ） - 松田健一郎（金狼流アキラ） - 増田裕生（弓のタカヒロ） - 保志総一朗（EX真田幸村） - 小橋健太（SS秋山信友） - 黒田崇矢（SS宮本武蔵） - 宮野真守（SS織田信長(ノブナガ・ザ・フール)） |  |  |

## 参戦作品
1477までの配役は全て公式ホームページ内楽市楽座「戦国大戦 声優リスト 大公開!」より。
『エグザムライ』『BASARA』のようにオリジナルの声優が起用されているものもあれば『へうげもの』のように別の声優が起用されている作品もある。

### 戦国大戦 - 1560 尾張の風雲児-
- センゴク外伝 桶狭間戦記
  - 今川義元（声：岡野浩介）
  - 太原雪斎（声：浜田賢二）

- エグザムライ戦国
  - 流浪剣豪ヒロ（声：稲田徹）
  - 無双流アツシ（声：田中宏樹）
  - 槍のマキダイ（声：遠藤大輔）
  - 風読みのマツ（声：風間勇刀）
  - 霧隠れのウサ（声：鈴木千尋）
  - 金狼流アキラ（声：松田健一郎）
  - 弓のタカヒロ（声：増田裕生）

- キン肉マン
  - 織田信長（モデル：キン肉スグル）（声：岡野浩介）

### 戦国大戦 - 1570 魔王 上洛す-
- 戦国BASARA
  - 真田幸村（声：保志総一朗）

- 信長の忍び
  - 千鳥（声：花澤香菜）

- 陸奥圓明流外伝 修羅の刻
  - 陸奥辰巳（声：浜田賢二）

- キン肉マン
  - 秋山信友（モデル：バッファローマン、声：小橋建太）

- 絶対可憐チルドレン
  - 茶々（モデル：明石薫、声：平野綾）
  - 初（モデル：野上葵、声：土谷麻貴）
  - 江（モデル：三宮紫穂、声：土谷麻貴）

### 戦国大戦 - 15XX 五畿七道の雄 -
- センゴク 天正記
  - 仙石権兵衛（声：小野大輔）
  - 明智光秀（声：小野大輔）

- へうげもの
  - 古田織部（声：浜田賢二）[25]
  - 羽柴秀吉（声：野宮一範）[26]

- 信長の忍び
  - 木下秀吉（声：小野大輔）

- 武田信玄（原作：新田次郎、作画：横山光輝）
  - 武田信玄（声：福井宣博〈弦徳〉）

- くノ一紅騎兵（原作：山田風太郎、作画：せがわまさき）
  - 大島山十郎（声：三澤紗千香）
  - 直江兼続（声：小野大輔）

- あずみ
  - あずみ（声：三澤紗千香）

### 戦国大戦 - 1582 日輪、本能寺より出づる-
- いくさの子 織田三郎信長伝
  - 織田吉法師（声：梶裕貴）
  - 織田信長（声：杉田智和）

- 義風堂々!! 直江兼続 -前田慶次酒語り-
  - 直江兼続（声：杉田智和）

- バリエンテス 伊達の鬼 片倉小十郎
  - 片倉小十郎（声：立花慎之介）

- キャッツ♥愛
  - 江（モデル：来生愛）（声：古川小百合）

- ちるらん 新撰組鎮魂歌
  - 蜂須賀正勝（モデル：斎藤一）（声：伊智生土治）

- センゴク 天正記
  - 竹中半兵衛（声：小野大輔）
  - 黒田官兵衛（声：浜田賢二）

- へうげもの
  - 千利休（声：てらそままさき）

- ココロコネクト
  - 甲斐姫（モデル：桐山唯）（声：金元寿子）
  - まつ（モデル：稲葉姫子）（声：沢城みゆき）
  - ねね（モデル：永瀬伊織）（声：豊崎愛生）

- まおゆう魔王勇者
  - 織田信長（モデル：魔王）（声：小清水亜美）
  - 明智光秀（モデル：勇者）（声：福山潤）

- キン肉マン
  - 風魔小太郎（モデル：ザ・ニンジャ） （声：弦徳）

### 戦国大戦 - 1590 葵 関八州に起つ-
- いくさの子 織田三郎信長伝
  - 沢彦宗恩（声：立花慎之介）
  - 今川義元（声：小野大輔）

- 義風堂々!! 直江兼続 -前田慶次酒語り-
  - 大谷吉継（声：神谷浩史）

- おとりよせ王子 飯田好実
  - 石田三成（モデル：飯田好実）（声：岡野浩介）

- 信長の忍び
  - 織田信長（声：最上嗣生）
  - 本願寺顕如（声：菅沼久義）

- 伊達政宗（原作：山岡荘八 作画：横山光輝）
  - 伊達政宗（声：てらそままさき）

- 徳川家康(原作：山岡荘八 作画：横山光輝)
  - 徳川家康（声：浜田賢二）

- まおゆう魔王勇者
  - お鍋の方（モデル：メイド長）（声：斎藤千和）
  - 今井宗久（モデル：青年商人）（声：神谷浩史）

- ラブやん
  - 妙玖（モデル：モエちゃん）（声：土谷麻貴）

- 犬とハサミは使いよう
  - 立花宗茂（モデル：春海和人）（声：櫻井孝宏）
  - 立花誾千代（モデル：夏野霧姫）（声：井上麻里奈）

- 監獄学園
  - 五龍姫（モデル：白木芽衣子）（声：古川小百合）

- 戦場のヴァルキュリア2 ガリア王立士官学校
- 戦場のヴァルキュリアDUEL
  - 小松姫（モデル：ユリアナ・エーベルハルト）（声：井上麻里奈）

### 戦国大戦 - 1477 破府、六十六州の欠片へ-
- 信長の忍び
  - 帰蝶（声：内田真礼）

- キン肉マン
  - 柴田勝家（モデル：ネプチューンマン）（声：最上嗣生）

- ニンジャスレイヤー
  - 服部半蔵（モデル：ニンジャスレイヤー）（声：森川智之）
  - 風魔小太郎（モデル：ダークニンジャ）（声：速水奨）
  - 初芽（モデル：ヤモト・コキ）（声：雨宮天）

- 四百二十連敗ガール
  - 亀寿姫（モデル：毒空木美也子）（声：雨宮天）
  - 島津忠恒（モデル：石蕗ハル）（声：江口拓也）

### 戦国大戦 - 1600 関ヶ原 序の布石、葵打つ-
- キン肉マン
  - 丹羽長秀（モデル：テリーマン）（声：中村悠一〈丹羽長秀〉 / 最上嗣生〈実況〉）

- センゴク 天正記
  - 山県昌景（声：銀河万丈）

- いくさの子 織田三郎信長伝
  - 平手正秀（声：てらそままさき）
  - 前田慶次（声：菅沼久義）

- 義風堂々!!疾風の軍師 黒田官兵衛
  - 黒田官兵衛（声：伊智生土治）

- 夜さん
  - 尾崎局（モデル：夜〈いつや〉）（声：土谷麻貴）

- 健全ロボ ダイミダラー
  - 冬姫（モデル：楚南恭子）（声：日笠陽子）
  - 牟宇姫（モデル：リカンツ・シーベリー）（声：洲崎綾）

- むこうぶち
  - 黒田官兵衛（モデル：傀）（声：緑川光）

- アカギ 〜闇に降り立った天才〜
  - 真田幸村（モデル：赤木しげる）（声：杉田智和）
  - 徳川家康（モデル：鷲巣巌）（声：銀河万丈）

- ムダヅモ無き改革
  - 織田信長（モデル：小泉ジュンイチロー）（声：森川智之）

- ドリフターズ
  - 島津豊久（声：中村悠一）

- それでも町は廻っている
  - 南の方（モデル：辰野トシ子）（声：日笠陽子）

- ギャングキング
  - 夏目吉信（モデル：ジミー）（声：杉田智和）

- FAIRY TAIL
  - 長宗我部元親（モデル：グレイ・フルバスター）（声：中村悠一）

- 七つの大罪
  - 竹林院（モデル：エリザベス・リオネス）（声：内田真礼）

- Half&half
  - 山手殿（モデル：真田夕希）（声：三澤紗千香）

- 戦場のヴァルキュリア3
- 戦場のヴァルキュリアDUEL
  - 白井局（モデル：リエラ・マルセリス）（声：水樹奈々）

### 戦国大戦 - 1615 大坂燃ゆ、世は夢の如く-
- 花の慶次 -雲のかなたに-
  - 前田慶次（声：堀内賢雄）

- ゴルゴ13
  - 東郷重信（モデル：デューク東郷）（声：若本規夫）

- セキガハラ
  - 石田三成（声：野宮一範）

- 真田十勇士
  - 猿飛佐助（声：櫻井孝宏）

- 十 〜忍法魔界転生〜
  - 柳生十兵衛（声：てらそままさき）

- 信長の忍び
  - 望月千代女（声：田村ゆかり）

- エンジェル・ハート
  - 蛍（モデル：香瑩）（声：五十嵐裕美）

- よろしくメカドック
  - 渡辺長（モデル：渡辺俊光）（声：杉田智和）

- ワカコ酒
  - 香沼姫（モデル：村崎ワカコ）（声：高橋未奈美）

- ノブナガ・ザ・フール
  - 織田信長（モデル：オダ・ノブナガ）（声：宮野真守）

- 月英学園
  - 上杉景勝（モデル：御月大河）（声：中村悠一）

- 箱庭の令嬢探偵
  - ガラシャ（モデル：三神優衣）（声：井澤詩織）

- コミックビーム
  - 藤林長門守（モデル：桜玉吉）（声：中村悠一）
  - 初鹿野昌次（モデル：奥村勝彦）（声：弦徳）

- CODE OF JOKER
  - 定恵院（モデル：京極院沙夜）（声：井澤詩織）

- チェインクロニクル
  - 大祝鶴姫[27]（モデル：第九領主ツル）（声：佐倉綾音）

- 龍が如く 見参!
  - 宮本武蔵（モデル：桐生一馬之介〈宮本武蔵〉）（声：黒田崇矢）

### 戦国大戦 - 1477-1615 日ノ本 一統への軍記-
- 箱庭の令嬢探偵
  - 細川忠興（モデル：九条公士郎）（声：立花慎之介）

- 月英学園
  - 桂姫（モデル：御月英理）（声：早見沙織）